# Melodifestivalen 2019
Le Melodifestivalen 2019 est le concours de chansons permettant de sélectionner le représentant de la Suède au Concours Eurovision de la chanson 2019. Il consiste en quatre demi-finales (Deltävling), rassemblant sept artistes chacune, une deuxième chance (Andra Chansen) et une finale. Les participants ont été annoncés le 27 novembre 2018.
Le concours débuta le 2 février 2019 à raison d'une émission chaque samedi à 20h et la finale eut lieu le 9 mars 2019. Il fut remporté par John Lundvik et sa chanson Too Late for Love, qui représenta donc la Suède au Concours Eurovision de la chanson 2019, à Tel Aviv.

## Format
Comme tous les ans, c'est par le biais du Melodifestivalen que seront choisis l'interprète et la chanson qui représenteront la Suède au Concours Eurovision de la chanson. Les 28 chansons et leurs artistes seront répartis dans quatre demi-finales qui se dérouleront en février 2019. L'épreuve de rattrapage aura lieu le 2 mars et la finale le 9 mars.
Sept chansons concourront dans chaque demi-finale. Seules deux d'entre elles se qualifieront directement pour la finale tandis que les troisièmes et quatrièmes de chaque demi-finale devront participer à l'épreuve de l'Andra Chansen (la seconde chance) qui leur donnera une seconde chance de se qualifier en finale.

### Lieux et dates
Le 12 septembre 2018, Sveriges Television a officialisé les six lieux qui accueilleront la compétition avec les dates respectives :
|                 | Ville     | Lieu             | Date       |
| --------------- | --------- | ---------------- | ---------- |
| 1re demi-finale | Göteborg  | Scandinavium     | 2 février  |
| 2e demi-finale  | Malmö     | Malmö Arena      | 9 février  |
| 3e demi-finale  | Leksand   | Tegera Arena     | 16 février |
| 4e demi-finale  | Lidköping | Sparbanken Arena | 23 février |
| Seconde chance  | Nyköping  | Nyköpings Arena  | 2 mars     |
| Finale          | Stockholm | Friends Arena    | 9 mars     |

### Présentateurs

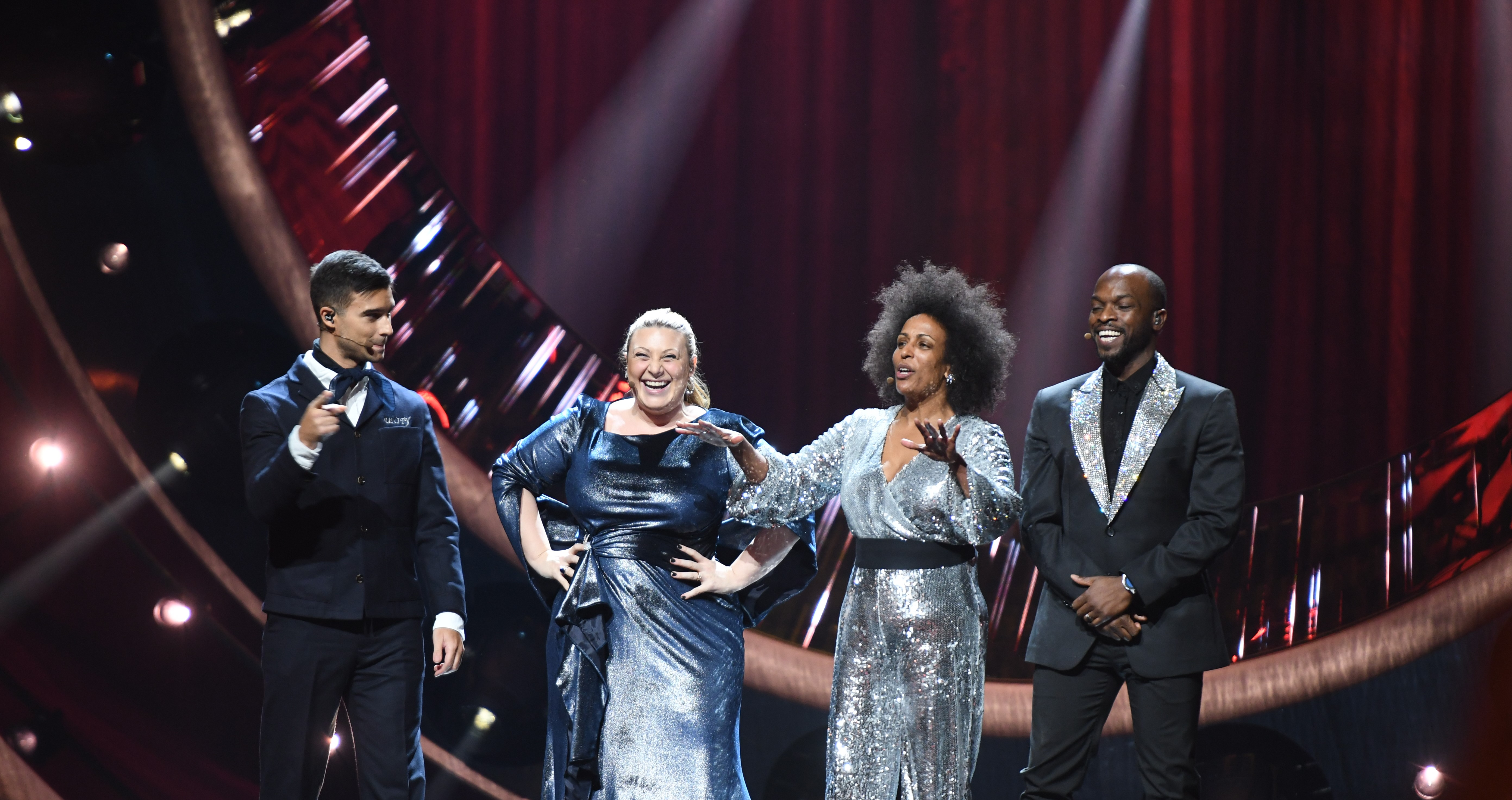
Eric Saade, Sarah Dawn Finer, Marika Carlsson et Kodjo Akolor présentent le Melodifestivalen 2019.

Le 26 octobre 2018, SVT a annoncé les 4 hôtes qui officieront à la présentation durant le Melodifestivalen 2019 :
- Marika Carlsson, animatrice radio et de talk-shows ;
- Kodjo Akolor, comédien et directeur de programme de radio ;
- Eric Saade, chanteur suédois, représentant de la Suède au Concours Eurovision de la chanson 2011 ayant terminé 3e. Il a également participé 3 fois au Melodifestivalen : en 2010 avec la chanson Manboy, terminant 2e, en 2011 avec Popular, remportant le concours, et en 2015 avec la chanson Sting lui permettant de finir 5e ;
- Sarah Dawn Finer, chanteuse suédoise.

### Vote
Pour 2019, le système de vote du Melodifestivalen est complètement renouvelé. Les spectateurs sont divisés en huit groupes, ayant tous le même poids lors des soirées. Les votants via l'application officielle du concours sont répartis en sept tranches d'âge, ceux votant pas téléphone formant le huitième. Chaque groupe donne 12, 10, 8, 6, 4, 2, et 1 point lors des demi-finales ; 12, 10, puis de 8 à 1 point pour la finale. Lors de l'Andra Chansen, chaque groupe donne un point à sa chanson favorite. Pour assurer un vote 50/50 entre le public et le jury international lors de la finale, le nombre de jurés est réduit de onze à huit.

## Demi-finales
L'ordre de passage a été révélé par SVT le 11 janvier 2019.
- Candidat qualifié en finale
- Candidat qualifié en Seconde Chance

### Première demi-finale

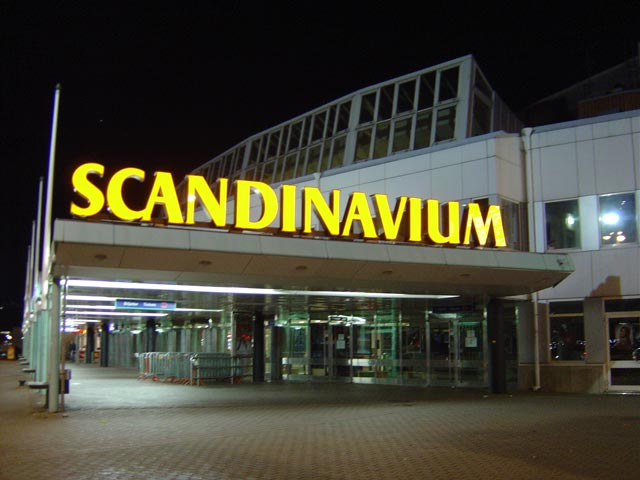
Le Scandinavium a accueilli la première demi-finale du Melodifestivalen 2019

La première demi-finale a eu lieu le 2 février 2019, dans le Scandinavium à Göteborg.
| Détail du télévote | Détail du télévote | Détail du télévote | Détail du télévote | Détail du télévote | Détail du télévote | Détail du télévote | Détail du télévote | Détail du télévote | Détail du télévote |
| #                  | Chanson            | Groupes d'âge      | Groupes d'âge      | Groupes d'âge      | Groupes d'âge      | Groupes d'âge      | Groupes d'âge      | Groupes d'âge      | Téléphone          |
| #                  | Chanson            | 3-9                | 10-15              | 16-29              | 30-44              | 45-59              | 60-74              | 75+                | Téléphone          |
| ------------------ | ------------------ | ------------------ | ------------------ | ------------------ | ------------------ | ------------------ | ------------------ | ------------------ | ------------------ |
| 1                  | Chasing Rivers     | 4                  | 8                  | 8                  | 6                  | 6                  | 6                  | 10                 | 6                  |
| 2                  | No Drama           | 6                  | 4                  | 2                  | 2                  | 2                  | 1                  | 1                  | 1                  |
| 3                  | Not With Me        | 12                 | 12                 | 12                 | 12                 | 10                 | 10                 | 12                 | 10                 |
| 4                  | Mina bränder       | 10                 | 6                  | 6                  | 4                  | 4                  | 2                  | 4                  | 2                  |
| 5                  | Mina fyra årstider | 1                  | 1                  | 1                  | 1                  | 1                  | 4                  | 2                  | 4                  |
| 6                  | Hello              | 8                  | 10                 | 10                 | 10                 | 8                  | 8                  | 6                  | 8                  |
| 7                  | Ashes to Ashes     | 2                  | 2                  | 4                  | 8                  | 12                 | 12                 | 8                  | 12                 |

| # | Artiste                     | Chanson (Traduction)                    | Compositeurs                                                       | Télévote  | Télévote | Place | Résultat       |
| # | Artiste                     | Chanson (Traduction)                    | Compositeurs                                                       | Voix      | Points   | Place | Résultat       |
| - | --------------------------- | --------------------------------------- | ------------------------------------------------------------------ | --------- | -------- | ----- | -------------- |
| 1 | Nano                        | Chasing Rivers (Descendant le fleuve)   | Lise Cabble, Linnea Deb, Joy Deb, Thomas G:son, Nano Omar          | 1 096 662 | 54       | 4     | Seconde Chance |
| 2 | High15                      | No Drama (Pas de drame)                 | Joy Deb, Linnea Deb, Kate Tizzard                                  | 814 839   | 19       | 6     | Éliminées      |
| 3 | Wiktoria                    | Not With Me (Pas avec moi)              | Joy Deb, Linnea Deb, Wiktoria Johansson                            | 1 431 954 | 90       | 1     | Finaliste      |
| 4 | Zeana feat. Anis Don Demina | Mina bränder (Mes feux)                 | Thomas G:son, Jimmy Jansson, Anis Don Demina, Pa Moudou Badjie     | 980 354   | 38       | 5     | Éliminés       |
| 5 | Arja Saijonmaa              | Mina fyra årstider (Mes quatre saisons) | Göran Sparrdal, Arja Saijonmaa                                     | 507 727   | 15       | 7     | Éliminée       |
| 6 | Mohombi                     | Hello (Salut)                           | Alexandru Florin Cotoi, Thomas G:son, Mohombi Moupondo, Linnea Deb | 1 218 685 | 68       | 2     | Finaliste      |
| 7 | Anna Bergendahl             | Ashes to Ashes (De cendres à cendres)   | Thomas G:son, Bobby Ljungren, Erik Bernholm, Anna Bergendahl       | 1 108 102 | 60       | 3     | Seconde Chance |

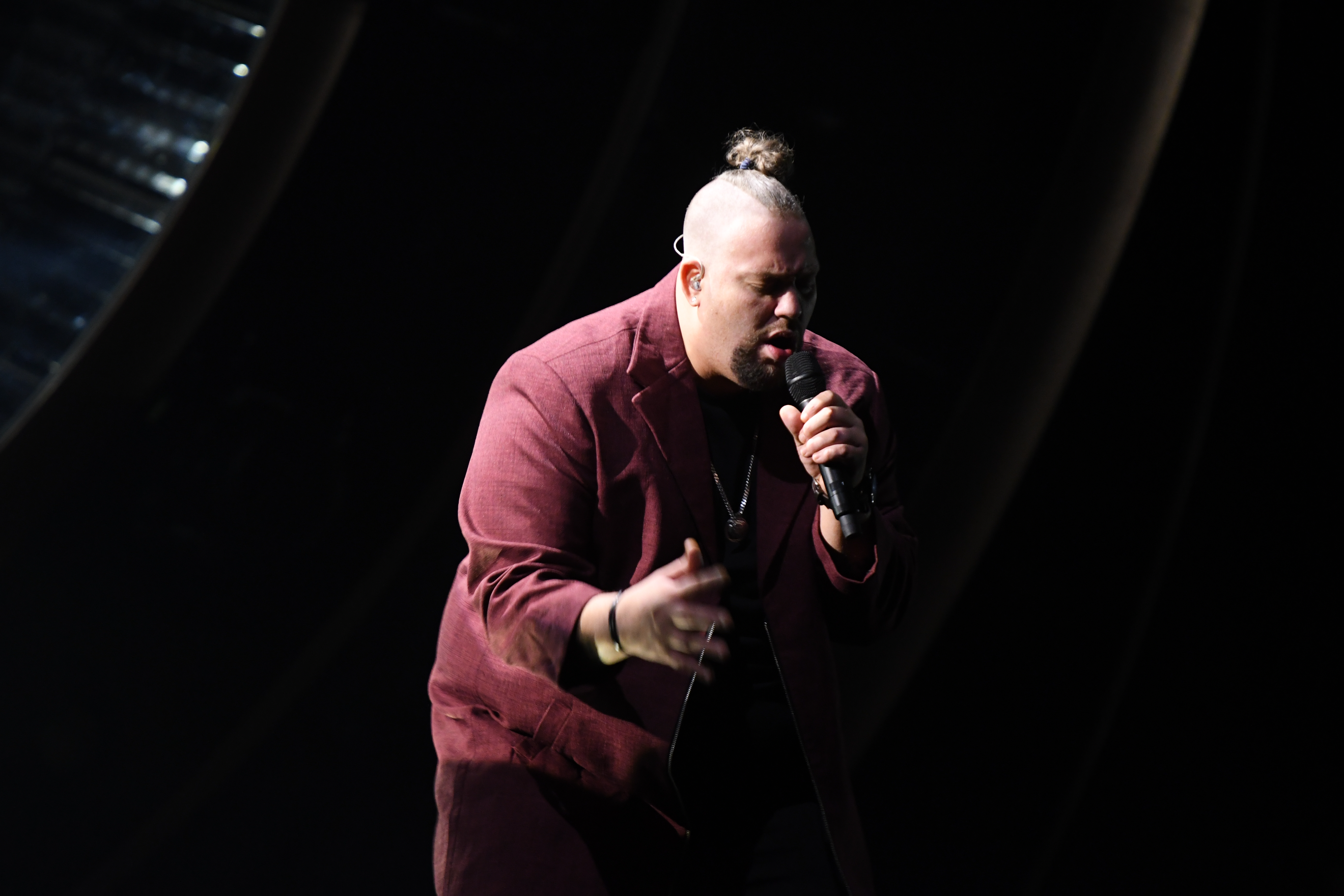
Nano interprétant Chasing Rivers
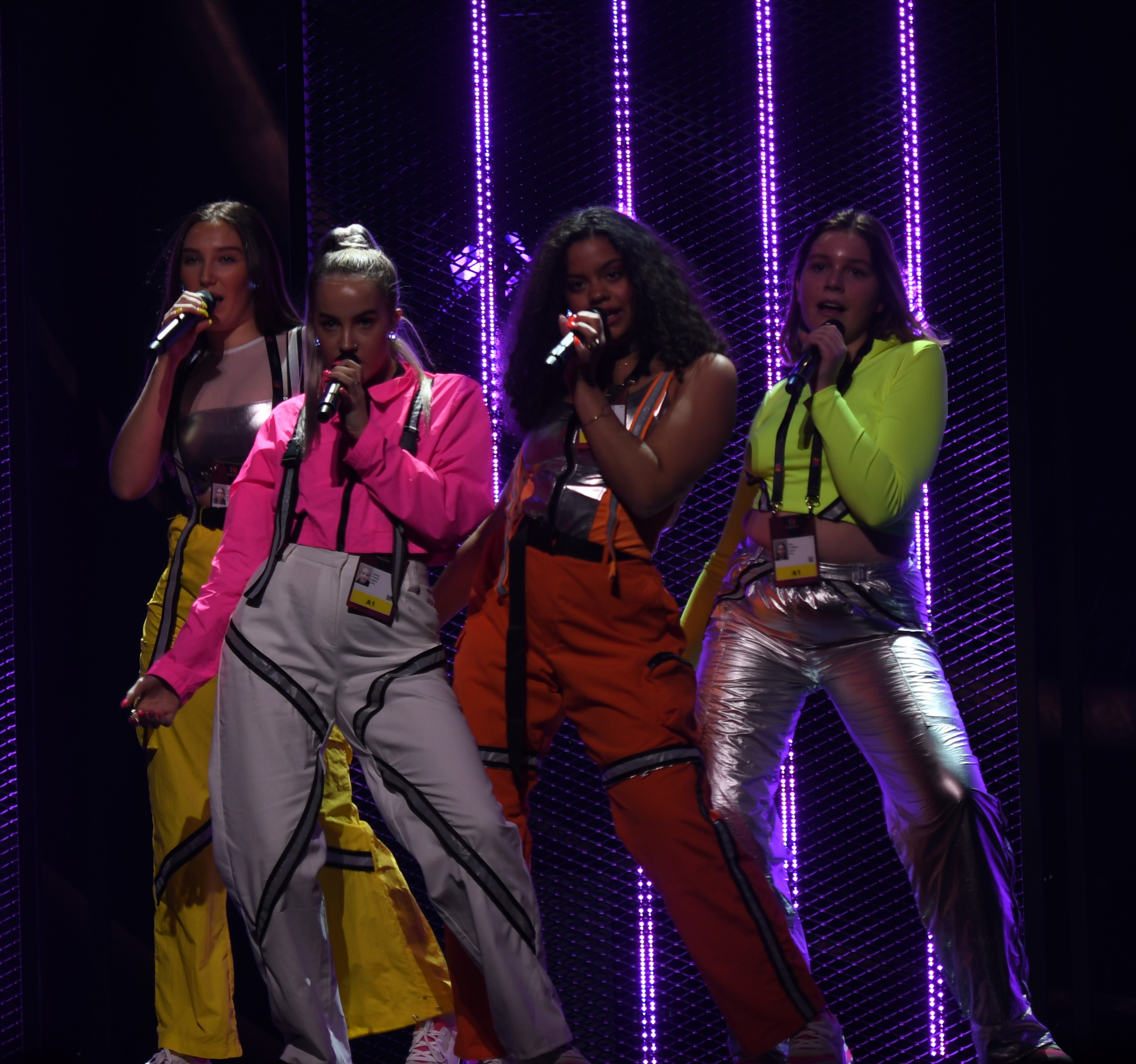
High15 interprétant No Drama
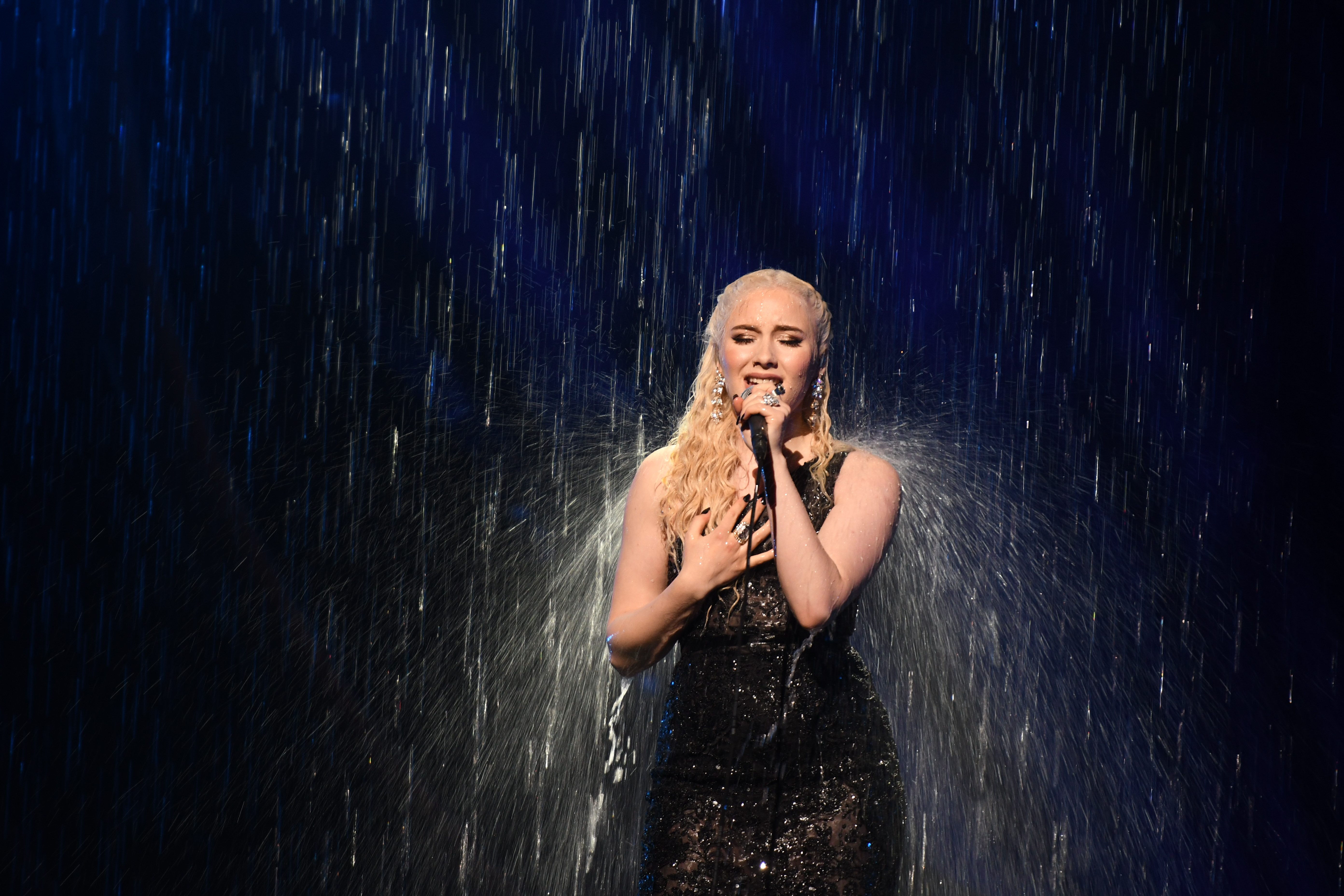
Wiktoria interprétant Not With Me
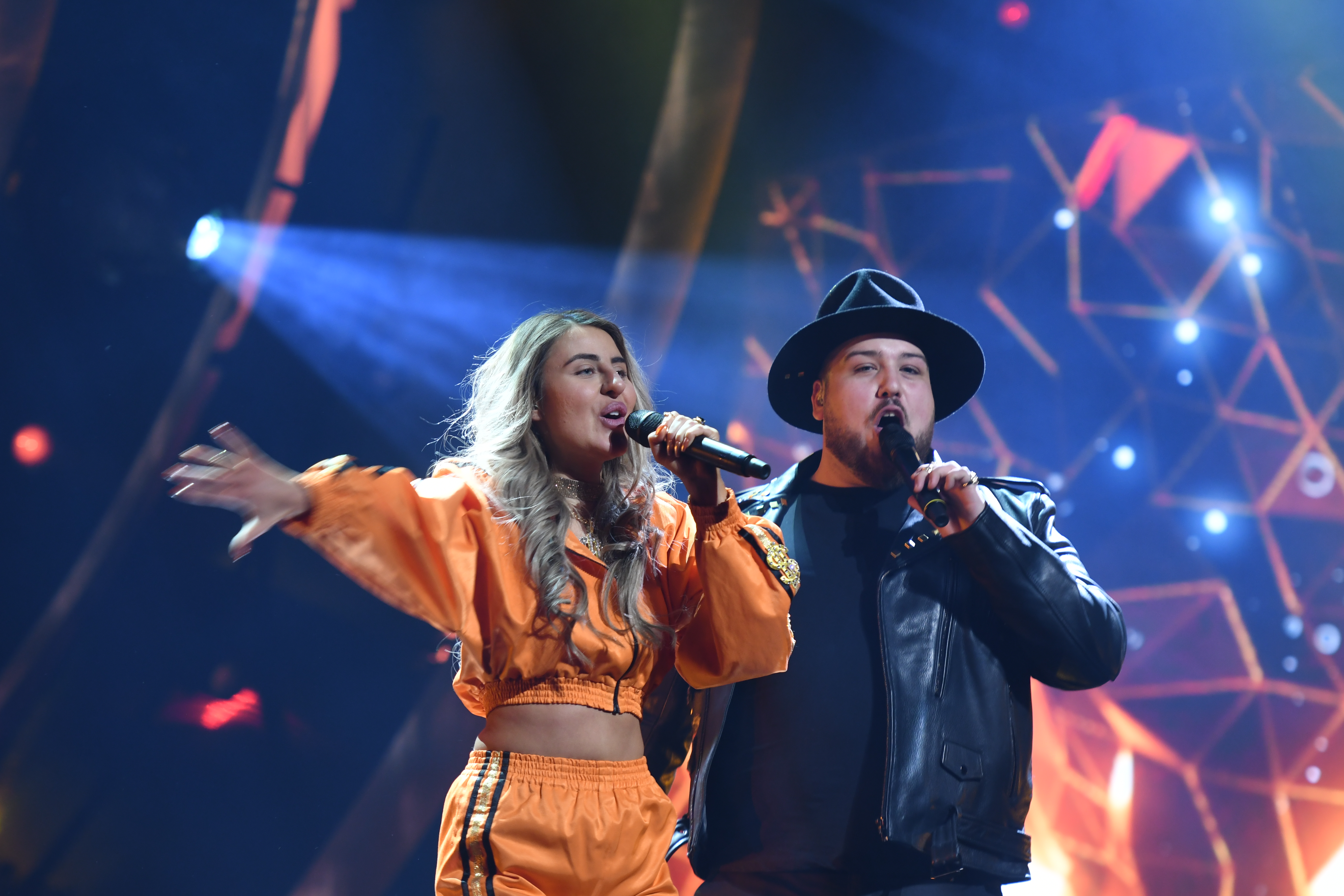
Zeana et Anis Don Demina interprétant Mina bränder
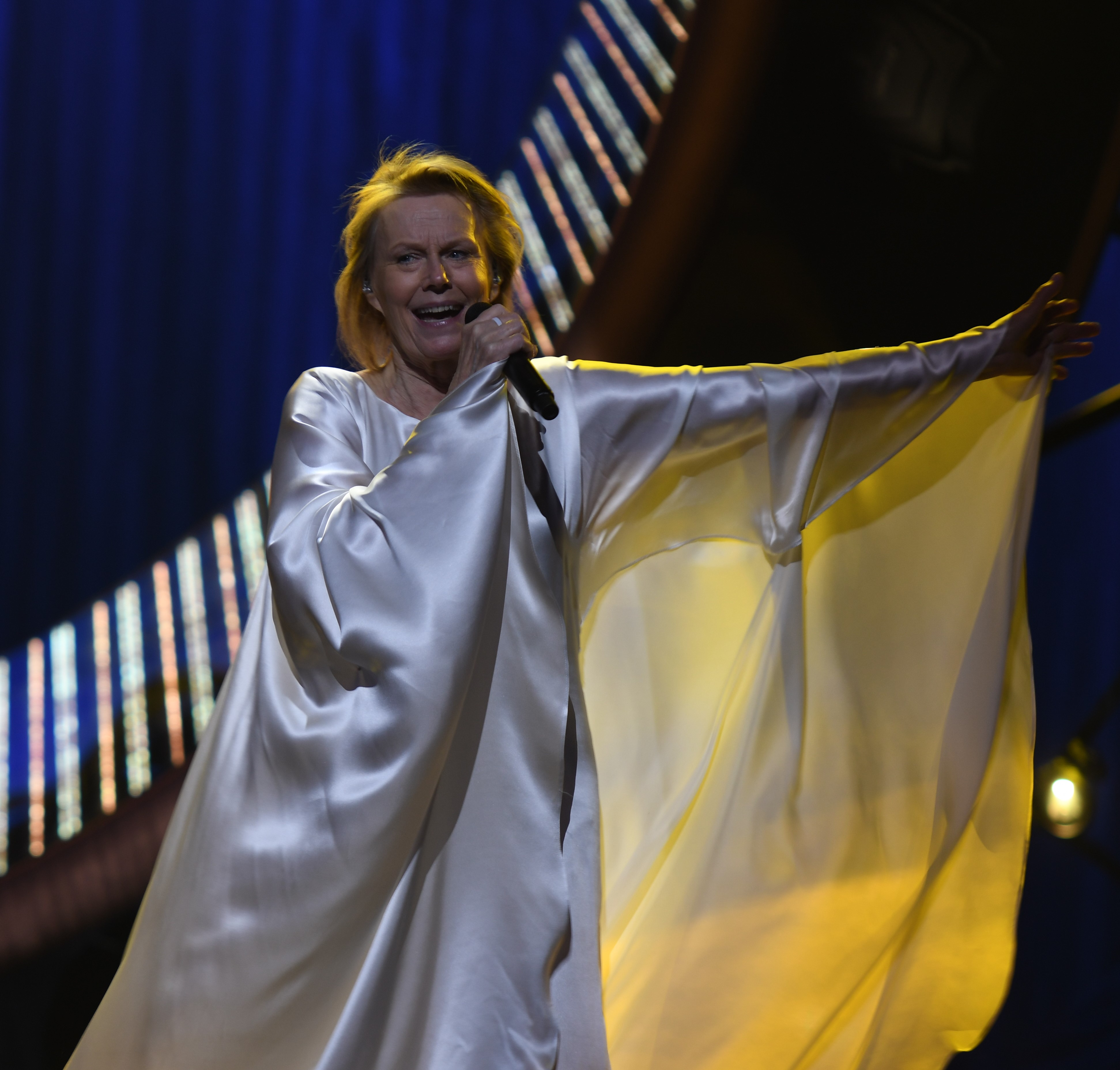
Arja Saijonmaa interprétant Mina fyra årstider
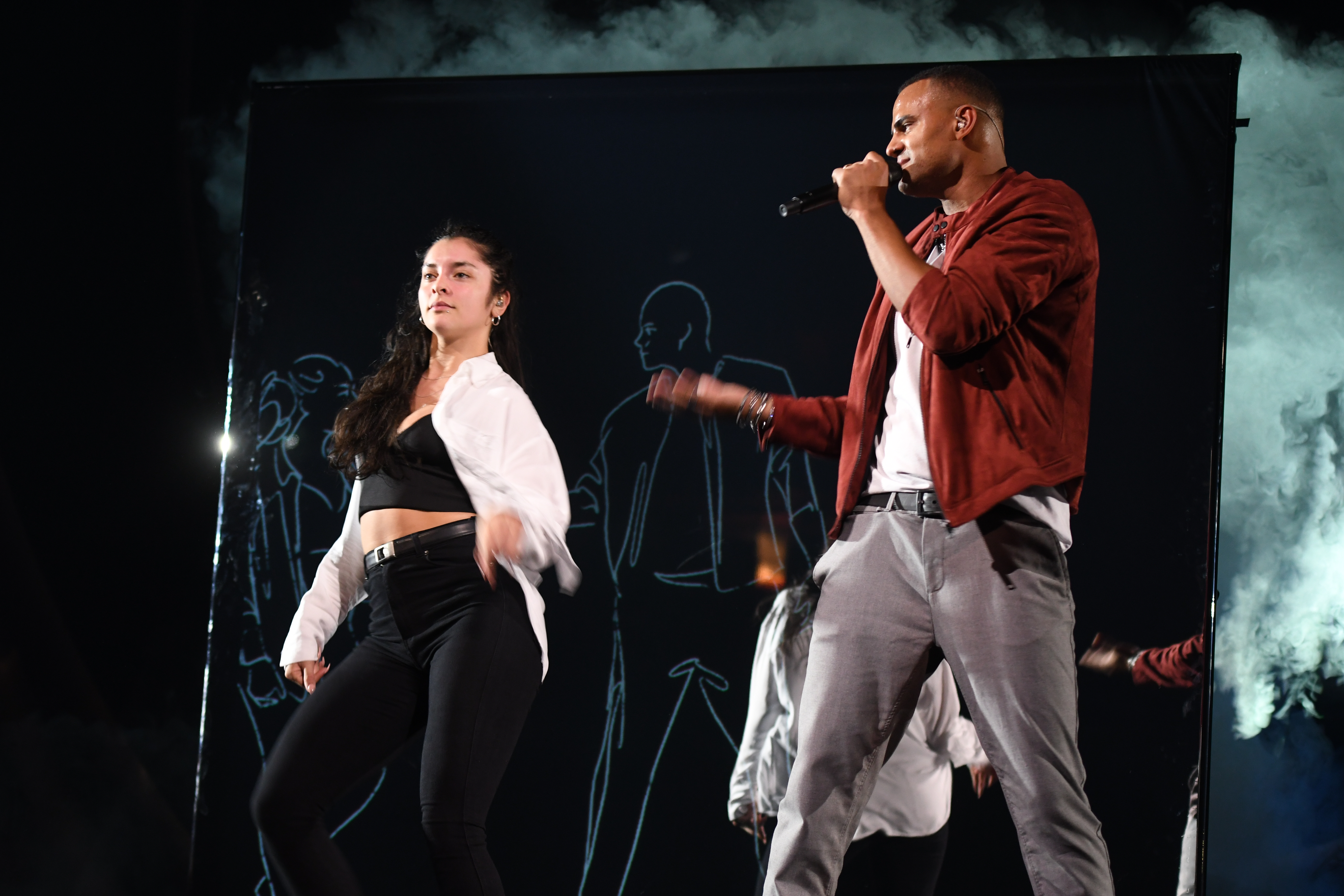
Mohombi interprétant Hello
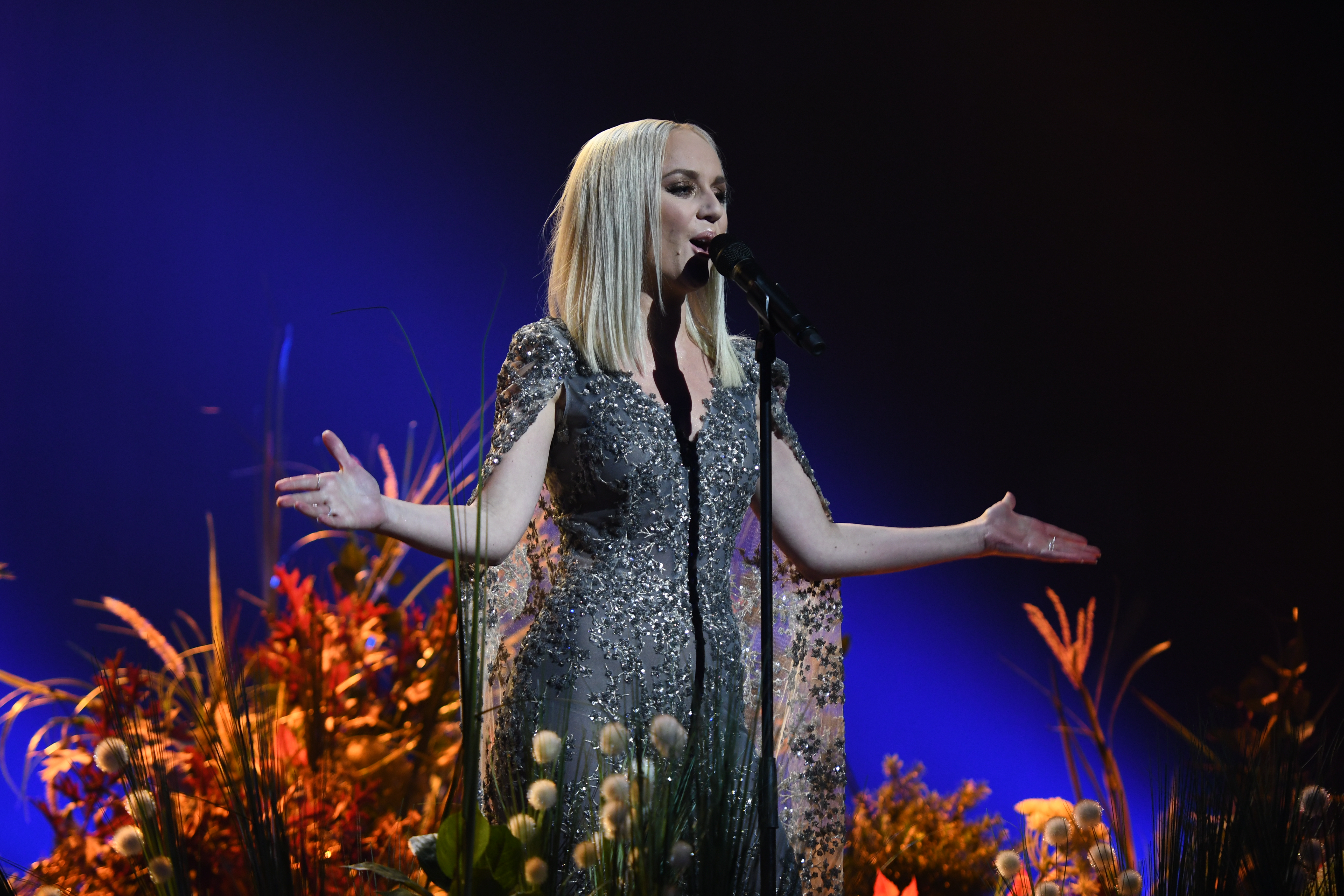
Anna Bergendahl interprétant Ashes to Ashes

### Deuxième demi-finale

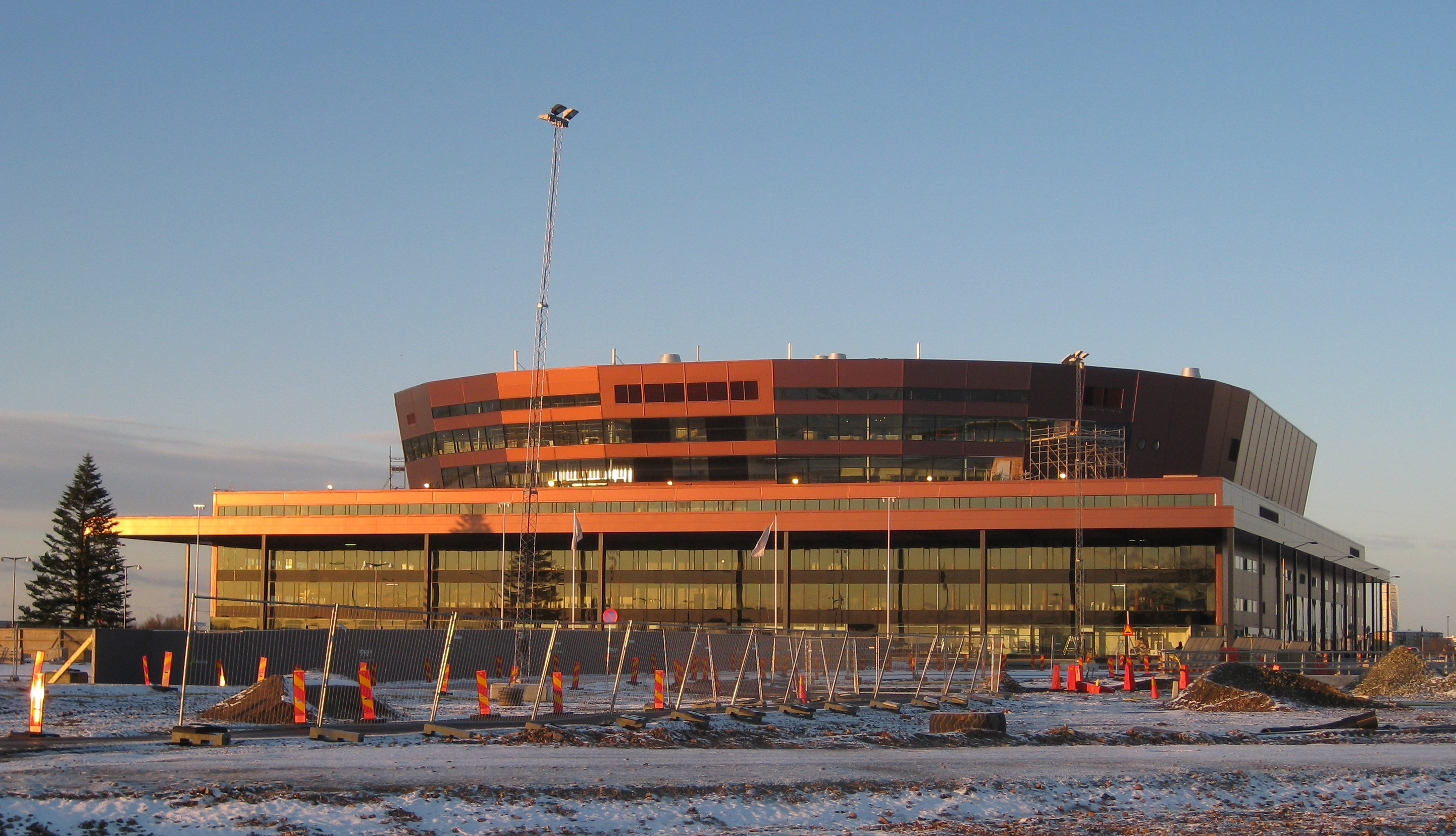
La Malmö Arena a été le lieu où s'est déroulé la seconde demi-finale du Melodifestivalen 2019.

La deuxième demi-finale a eu lieu le 9 février 2019, dans la Malmö Arena, à Malmö.
| Détail du télévote | Détail du télévote | Détail du télévote | Détail du télévote | Détail du télévote | Détail du télévote | Détail du télévote | Détail du télévote | Détail du télévote | Détail du télévote |
| #                  | Chanson            | Groupes d'âge      | Groupes d'âge      | Groupes d'âge      | Groupes d'âge      | Groupes d'âge      | Groupes d'âge      | Groupes d'âge      | Téléphone          |
| #                  | Chanson            | 3-9                | 10-15              | 16-29              | 30-44              | 45-59              | 60-74              | 75+                | Téléphone          |
| ------------------ | ------------------ | ------------------ | ------------------ | ------------------ | ------------------ | ------------------ | ------------------ | ------------------ | ------------------ |
| 1                  | Army of Us         | 4                  | 2                  | 6                  | 8                  | 10                 | 10                 | 4                  | 8                  |
| 2                  | I Do Me            | 12                 | 10                 | 10                 | 10                 | 8                  | 8                  | 8                  | 10                 |
| 3                  | I Love It          | 2                  | 4                  | 2                  | 2                  | 2                  | 1                  | 1                  | 1                  |
| 4                  | Leva livet         | 1                  | 1                  | 1                  | 1                  | 1                  | 2                  | 6                  | 2                  |
| 5                  | Nakna i regnet     | 8                  | 8                  | 8                  | 4                  | 4                  | 4                  | 10                 | 6                  |
| 6                  | Hold You           | 10                 | 12                 | 12                 | 12                 | 12                 | 12                 | 12                 | 12                 |
| 7                  | Tempo              | 6                  | 6                  | 4                  | 6                  | 6                  | 6                  | 2                  | 4                  |

| # | Artiste             | Chanson (Traduction)              | Compositeurs                                                                          | Télévote  | Télévote | Place | Résultat       |
| # | Artiste             | Chanson (Traduction)              | Compositeurs                                                                          | Voix      | Points   | Place | Résultat       |
| - | ------------------- | --------------------------------- | ------------------------------------------------------------------------------------- | --------- | -------- | ----- | -------------- |
| 1 | Andreas Johnson     | Army of Us (Une armée de nous)    | Andreas Johnson, Jimmy Jansson, Sara Ryan, Andreas ”Stone” Johansson, Sebastian Thott | 973 171   | 52       | 4     | Seconde Chance |
| 2 | Malou Prytz         | I Do Me (Je fais moi)             | Isa Tengblad, Elvira Anderfjärd, Fanny Arnesson, Adéle Cechal                         | 1 233 974 | 76       | 2     | Finaliste      |
| 3 | Oscar Enestad       | I Love It (J'aime ça)             | Emanuel Abrahamsson, Parker James, Oscar Enestad                                      | 739 501   | 15       | 7     | Eliminé        |
| 4 | Jan Malmsjö         | Leva livet (Vivre la vie)         | Anderz Wrethov, Elin Wrethov, Johan Bejerholm                                         | 630 359   | 15       | 6     | Eliminé        |
| 5 | Vlad Reiser         | Nakna i regnet (Nu sous la pluie) | Lukas Nathansson, John Hårleman, Vlad Reiser, Chris Enberg                            | 991 531   | 52       | 3     | Seconde Chance |
| 6 | Hanna Ferm & LIAMOO | Hold You (Te serrer)              | Jimmy Jansson, Fredrik Sonefors, Hanna Ferm, Liam Pablito Cacatian Thomassen          | 1 531 720 | 94       | 1     | Finalistes     |
| 7 | Margaret            | Tempo                             | Anderz Wrethov, Jimmy Jansson, Laurell Barker, Sebastian von Koenigsegg               | 892 945   | 40       | 5     | Eliminée       |

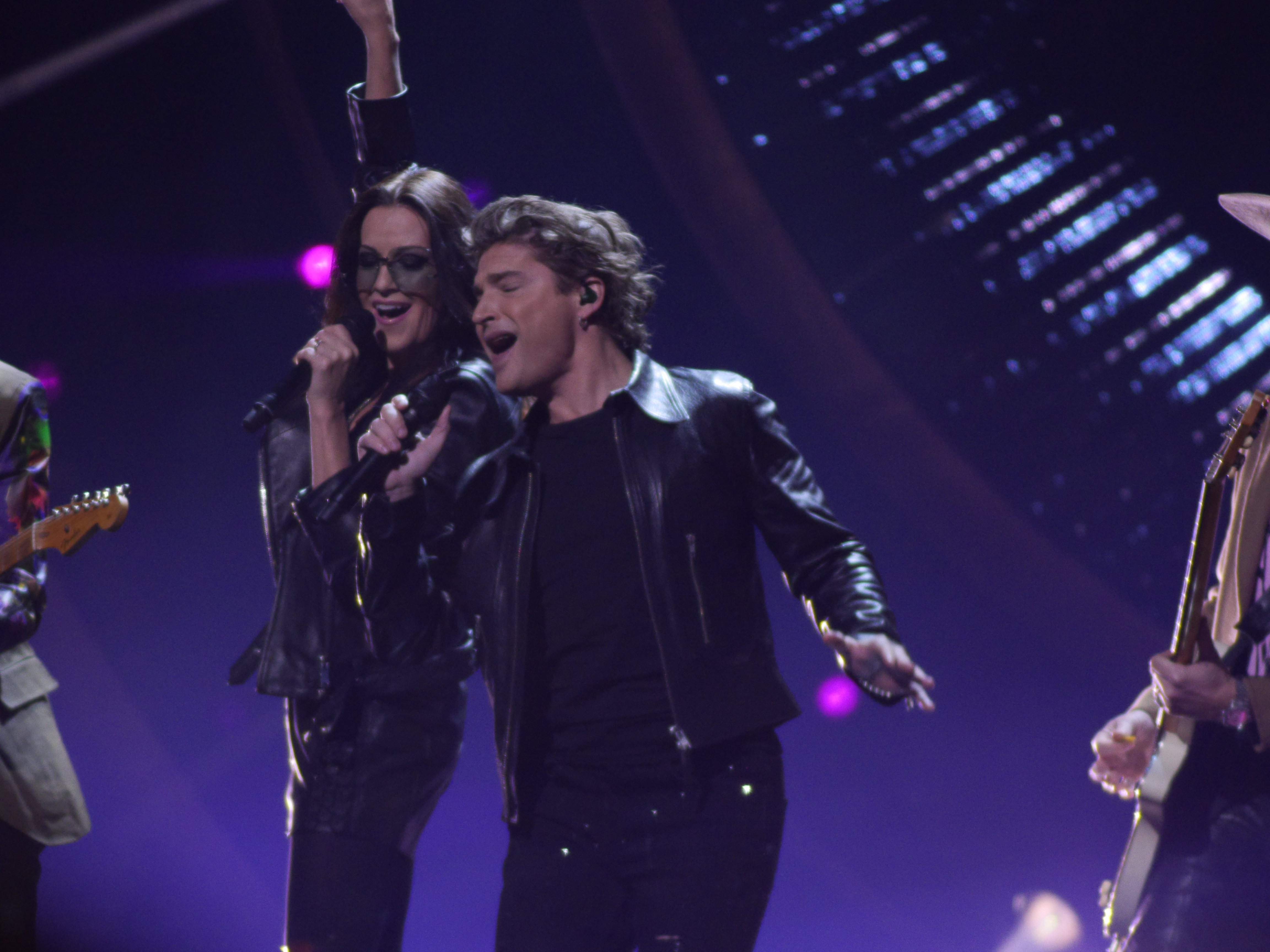
Andreas Johnsson interprétant Army of Us
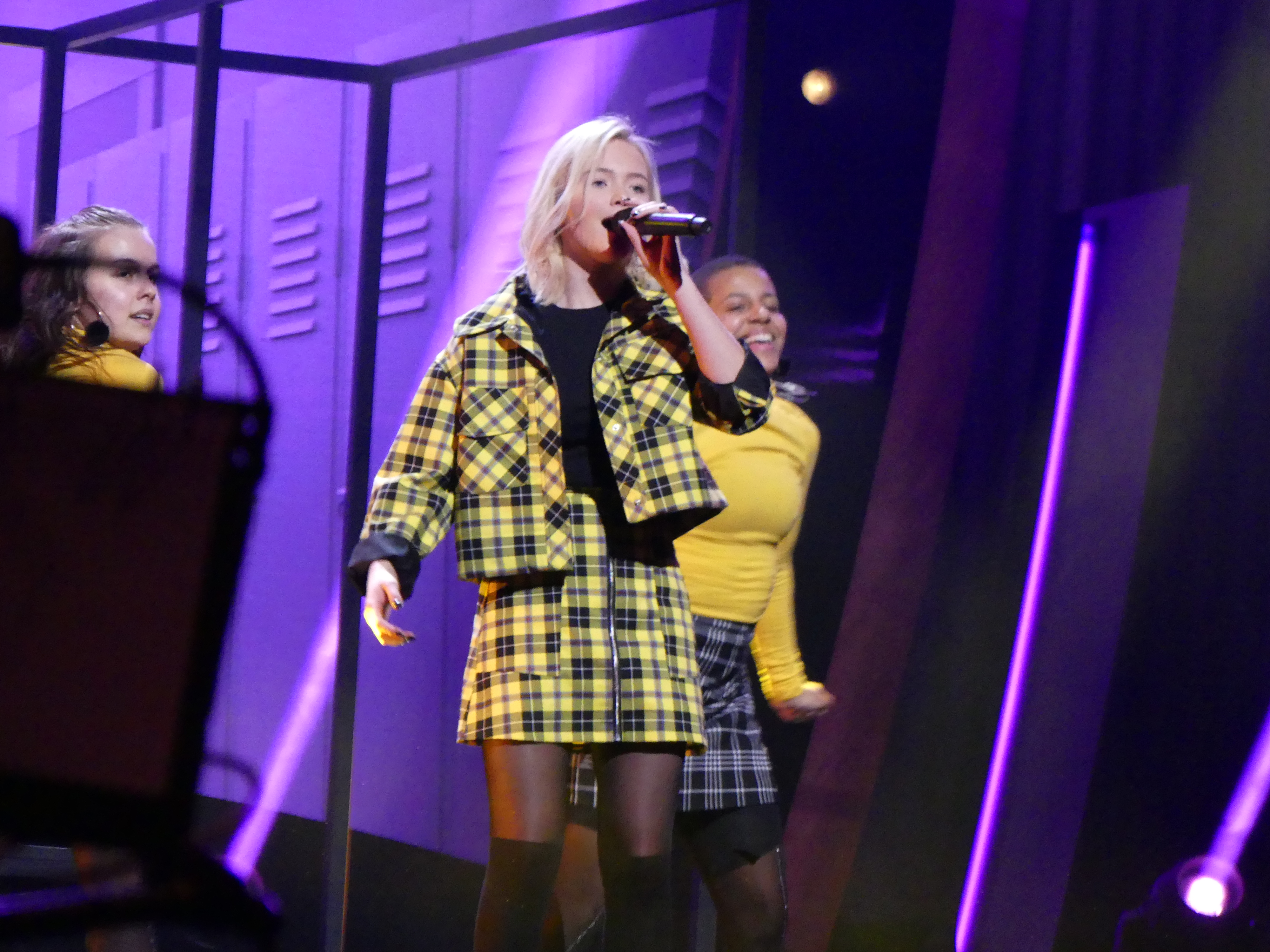
Malou Prytz interprétant I Do Me
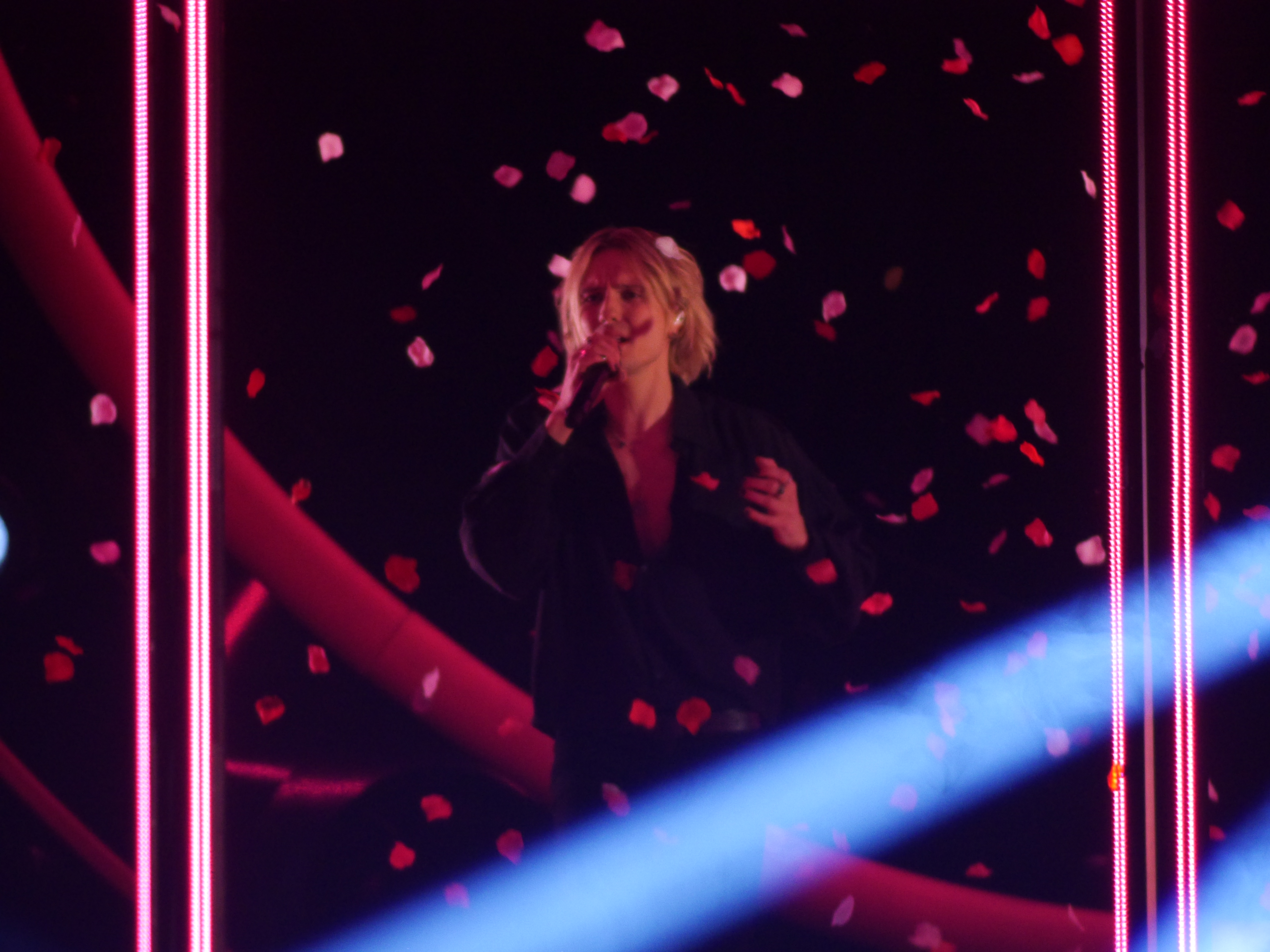
Oscar Enestad interprétant I Love It
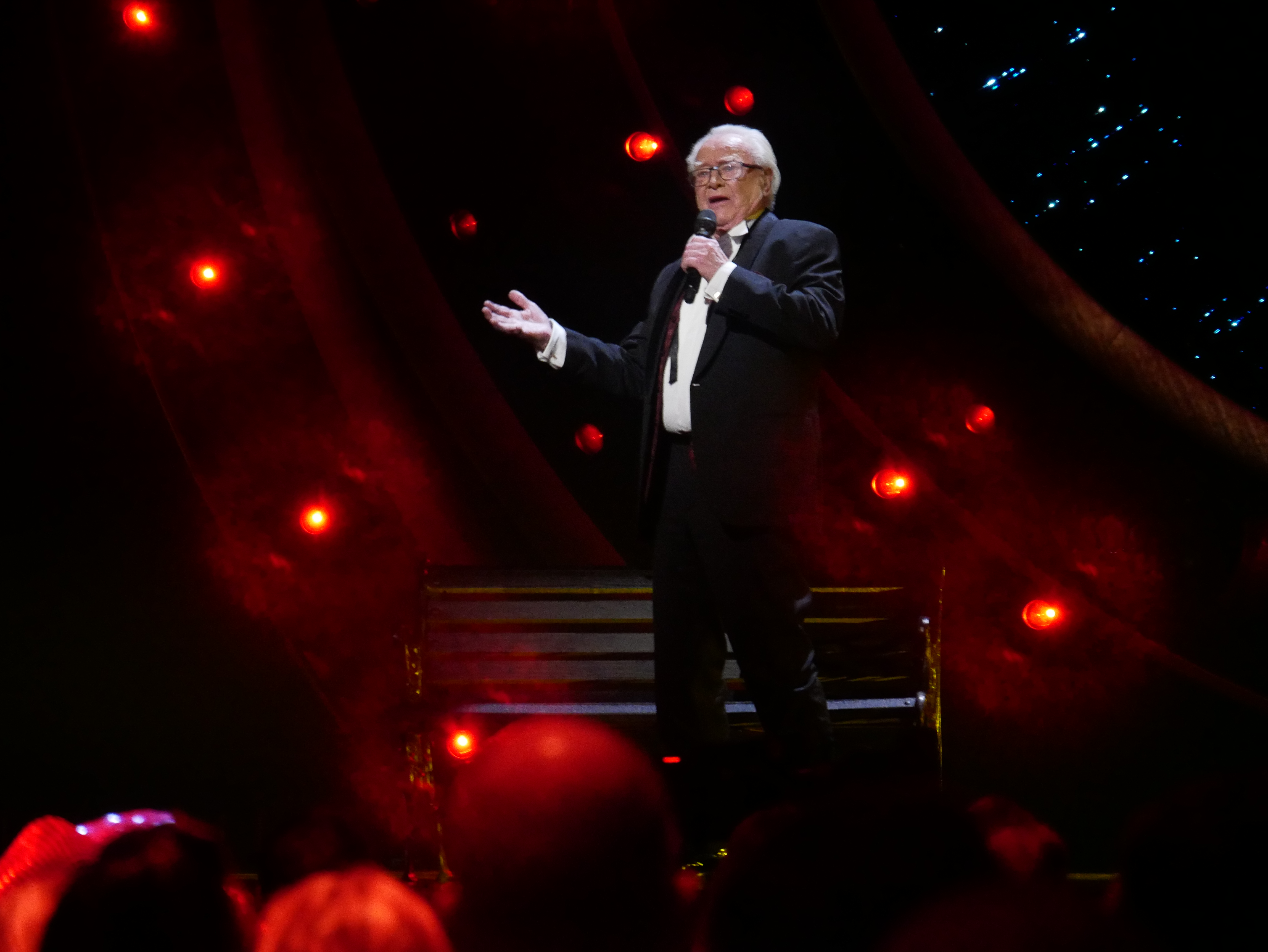
Jan Malmsjö interprétant Leva livet
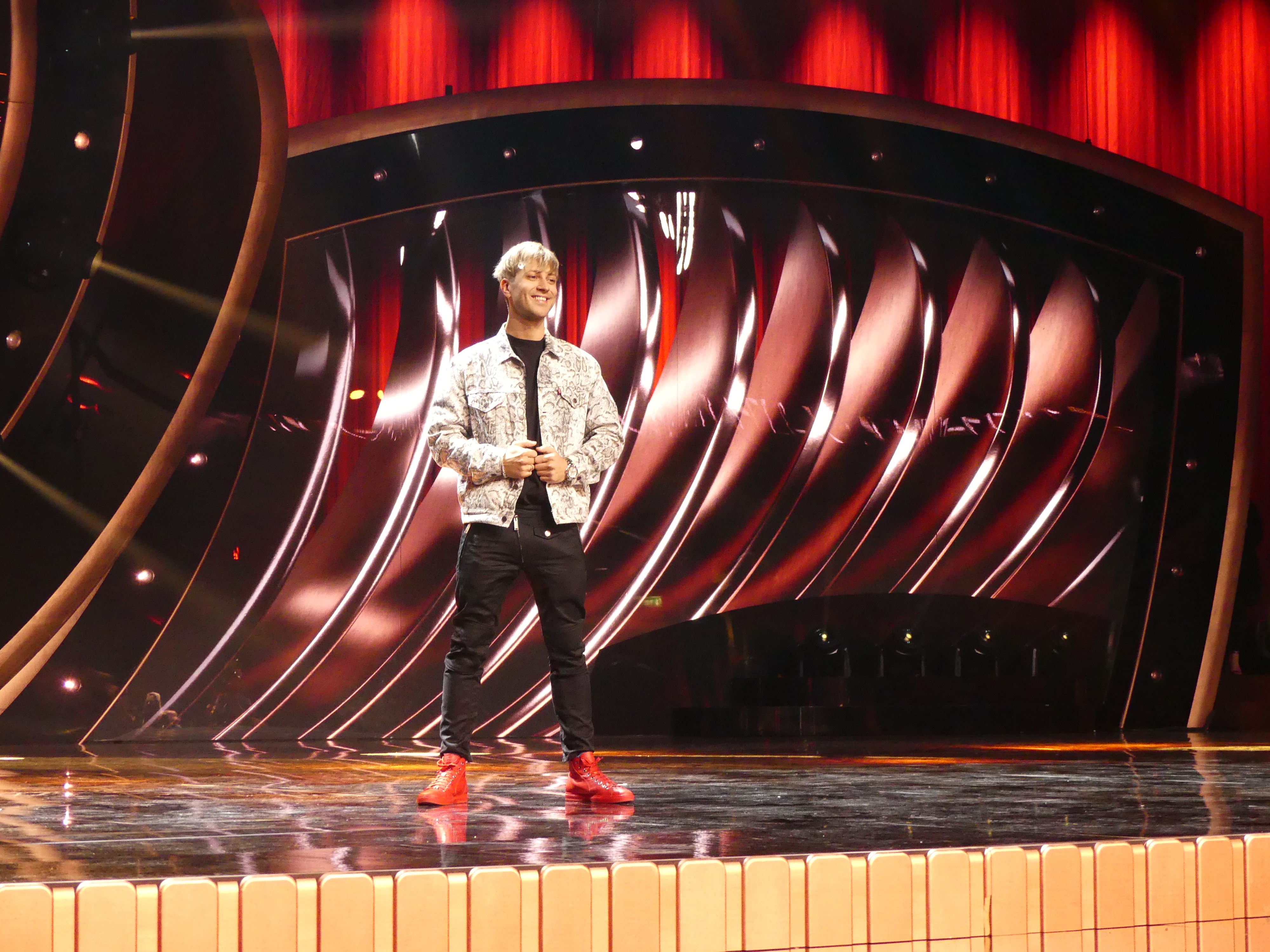
Vlad Reiser interprétant Nakna i regnet
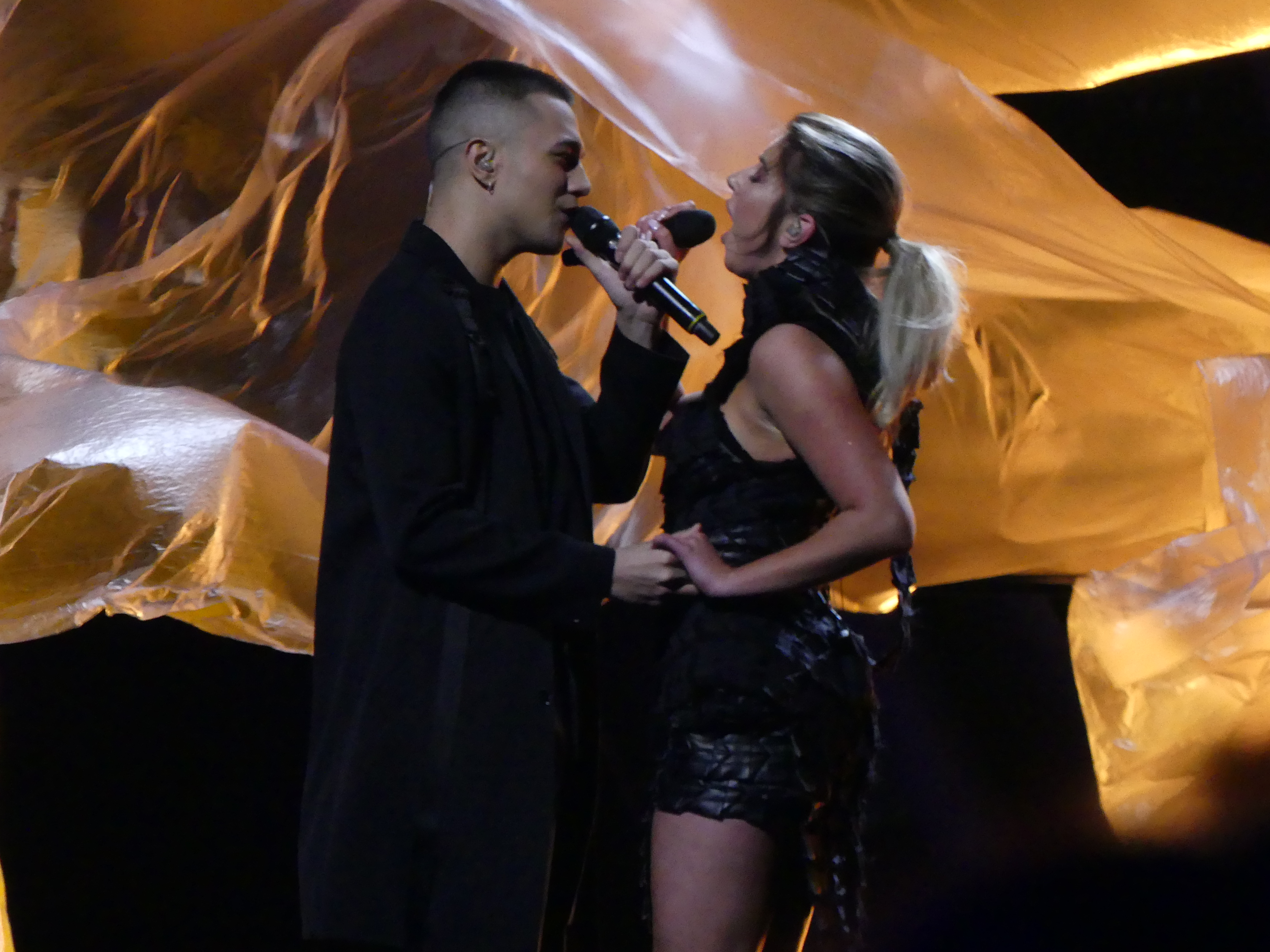
Hanna Ferm & LIAMOO interprétant Hold You
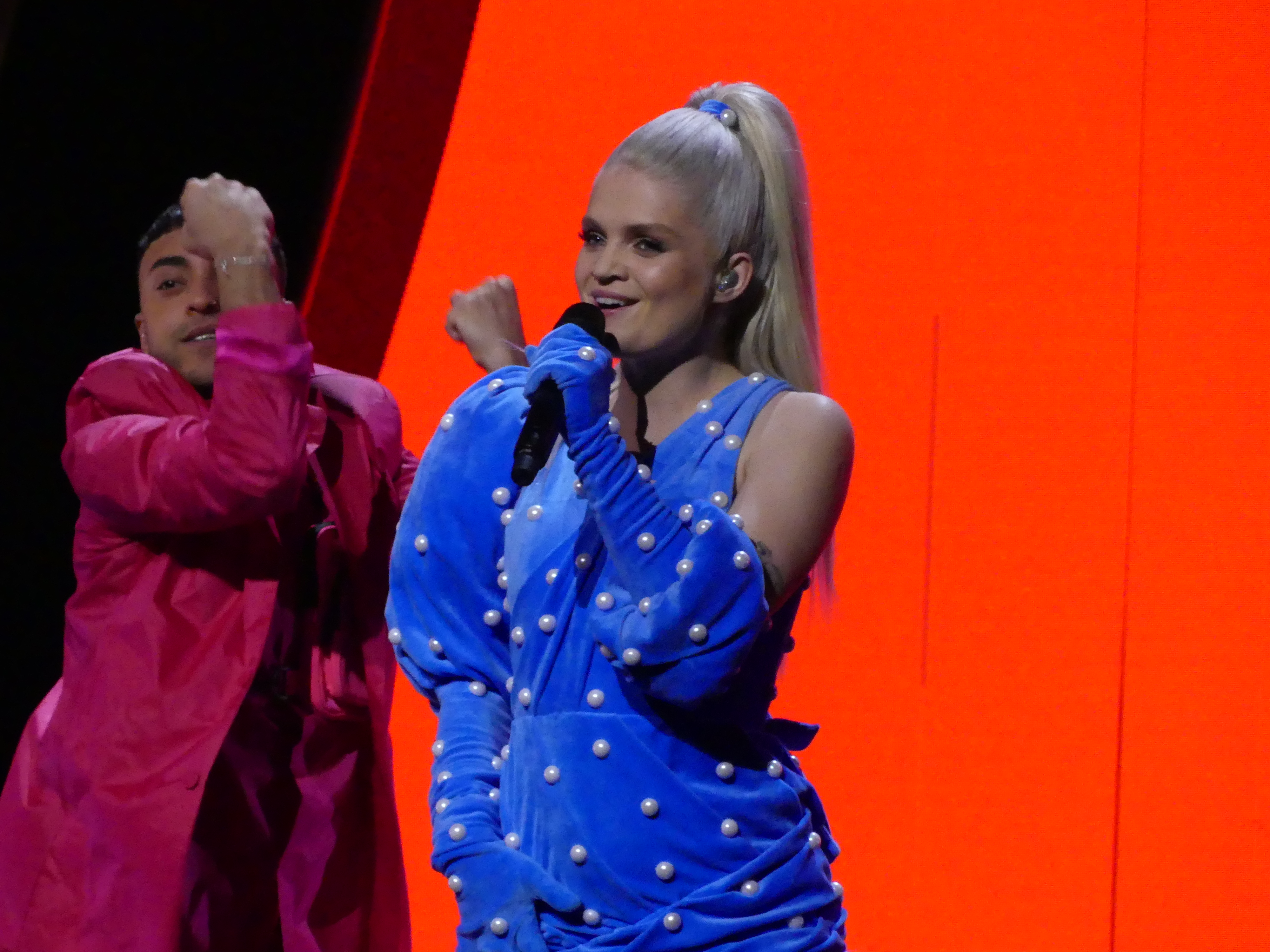
Margaret interprétant Tempo

### Troisième demi-finale

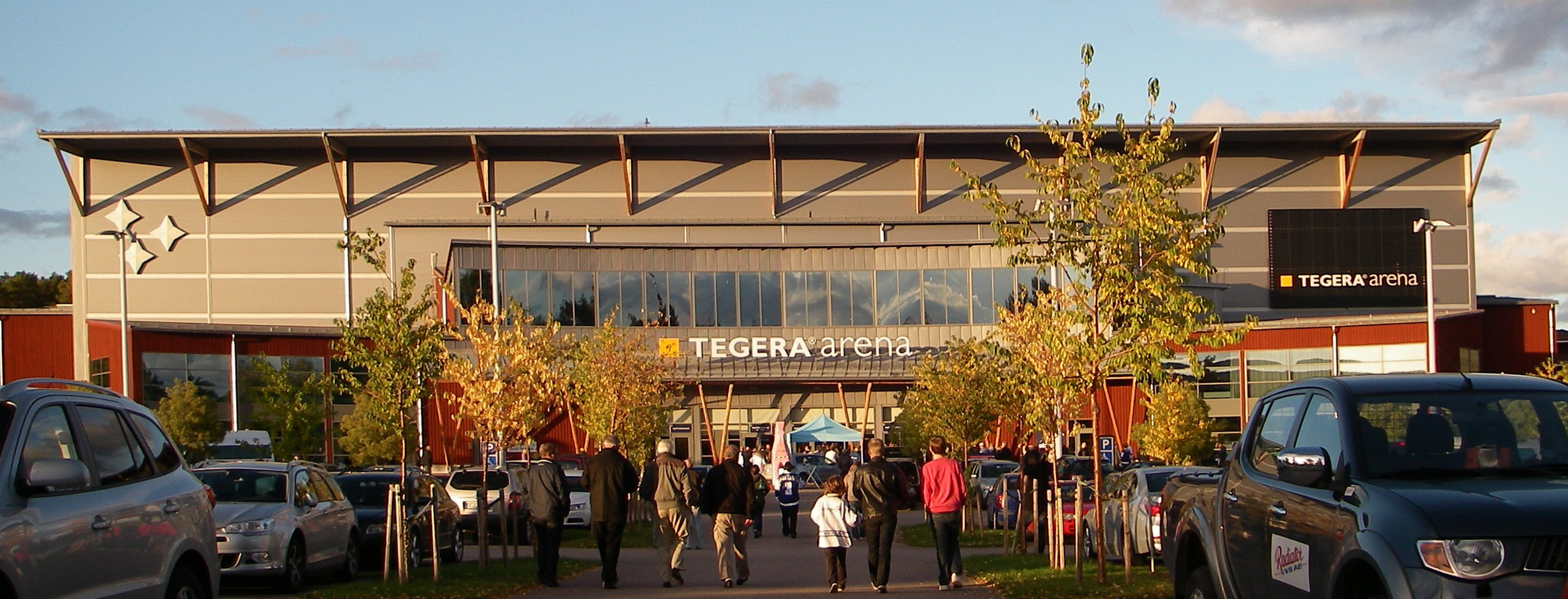
La Tegera Arena a accueilli la troisième demi-finale du Melodifestivalen 2019

La troisième demi-finale a eu lieu le 16 février 2019, dans la Tegera Arena, à Leksand.
| Détail du télévote | Détail du télévote | Détail du télévote | Détail du télévote | Détail du télévote | Détail du télévote | Détail du télévote | Détail du télévote | Détail du télévote | Détail du télévote |
| #                  | Chanson            | Groupes d'âge      | Groupes d'âge      | Groupes d'âge      | Groupes d'âge      | Groupes d'âge      | Groupes d'âge      | Groupes d'âge      | Téléphone          |
| #                  | Chanson            | 3-9                | 10-15              | 16-29              | 30-44              | 45-59              | 60-74              | 75+                | Téléphone          |
| ------------------ | ------------------ | ------------------ | ------------------ | ------------------ | ------------------ | ------------------ | ------------------ | ------------------ | ------------------ |
| 1                  | Somebody Wants     | 2                  | 1                  | 1                  | 1                  | 4                  | 2                  | 1                  | 1                  |
| 2                  | Habibi             | 12                 | 6                  | 2                  | 6                  | 2                  | 4                  | 4                  | 4                  |
| 3                  | Låt skiten brinna  | 6                  | 2                  | 4                  | 4                  | 6                  | 8                  | 8                  | 8                  |
| 4                  | Victorious         | 10                 | 8                  | 8                  | 12                 | 12                 | 10                 | 10                 | 6                  |
| 5                  | Om igen            | 1                  | 4                  | 6                  | 2                  | 1                  | 1                  | 2                  | 2                  |
| 6                  | Who I Am           | 8                  | 12                 | 10                 | 10                 | 8                  | 6                  | 6                  | 10                 |
| 7                  | Norrsken           | 4                  | 10                 | 12                 | 8                  | 10                 | 12                 | 12                 | 12                 |

| # | Artiste               | Chanson (Traduction)                     | Compositeurs                                                               | Télévote  | Télévote | Place | Résultat       |
| # | Artiste               | Chanson (Traduction)                     | Compositeurs                                                               | Voix      | Points   | Place | Résultat       |
| - | --------------------- | ---------------------------------------- | -------------------------------------------------------------------------- | --------- | -------- | ----- | -------------- |
| 1 | The Lovers of Valdaro | Somebody Wants (Quelqu'un veut)          | Peter Boström, Thomas G:son                                                | 637 917   | 13       | 7     | Eliminés       |
| 2 | Dolly Style           | Habibi (Mon amour)                       | Jimmy Jansson, Palle Hammarlund, Robert Norberg                            | 819 062   | 40       | 5     | Eliminées      |
| 3 | Martin Stenmarck      | Låt skiten brinna (Laisse le feu brûler) | Uno Svenningsson, Tim Larsson, Tobias Lundgren                             | 862 017   | 46       | 4     | Seconde Chance |
| 4 | Lina Hedlund          | Victorious (Victorieux)                  | Melanie Wehbe, Richard Edwards, Dino Medanhodzic, Johanna Jansson          | 1 051 399 | 76       | 2     | Finaliste      |
| 5 | Omar                  | Om igen (Encore)                         | Omar Rudberg, Johan Lindbrandt, Robin Stjernberg, Jens Hult                | 722 215   | 19       | 6     | Eliminé        |
| 6 | Rebecka Karlsson      | Who I Am (Qui je suis)                   | Rebecka Karlsson, Anderz Wrethov, Henric Pierroff                          | 1 059 419 | 70       | 3     | Seconde Chance |
| 7 | Jon Henrik Fjällgren  | Norrsken (Les lumières du Nord)          | Fredrik Kempe, David Kreuger, Niklas Carson Mattsson, Jon Henrik Fjällgren | 1 112 548 | 80       | 1     | Finaliste      |

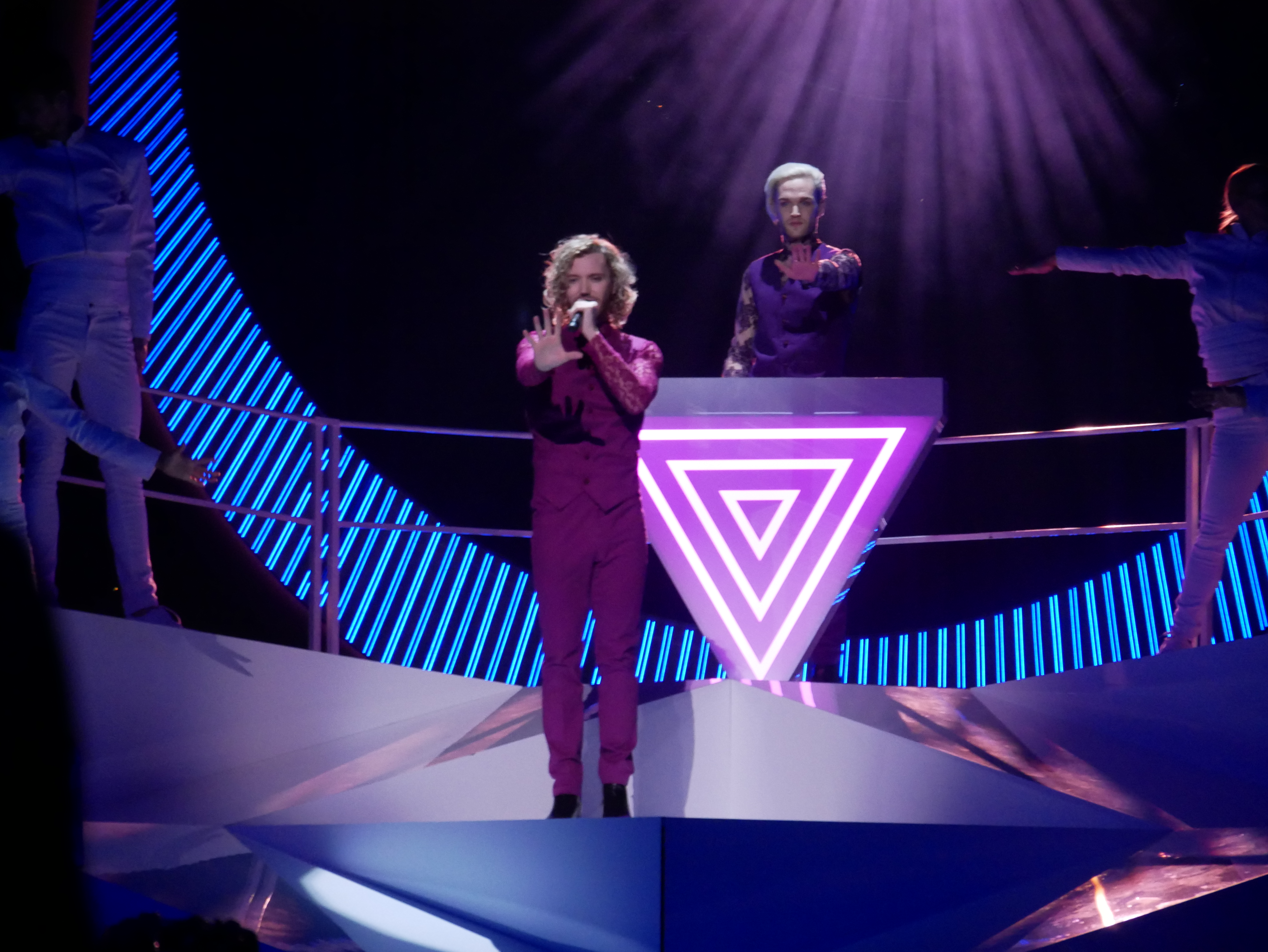
The Lovers of Valdaro interprétant Somebody Wants
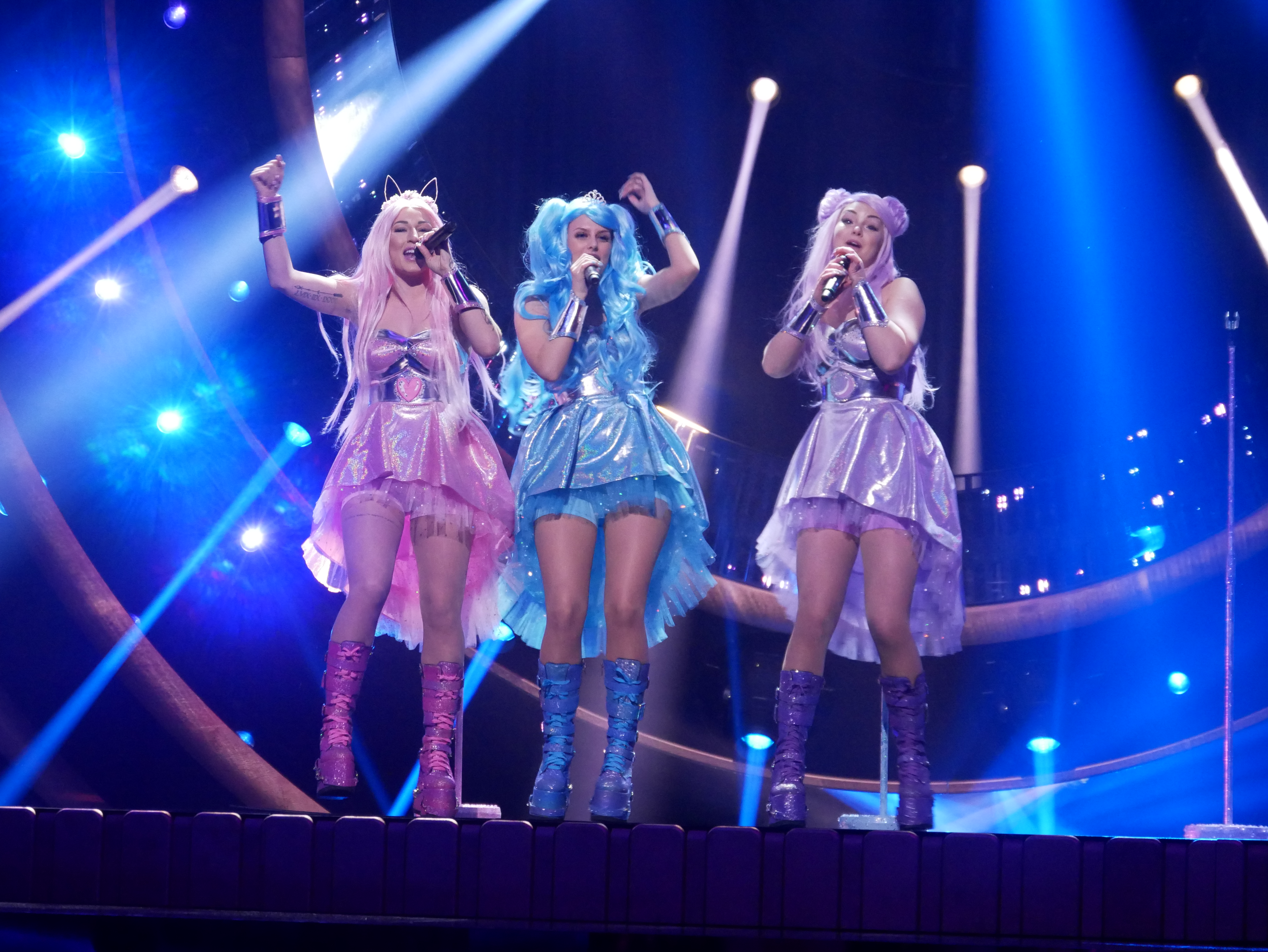
Dolly Style interprétant Habibi
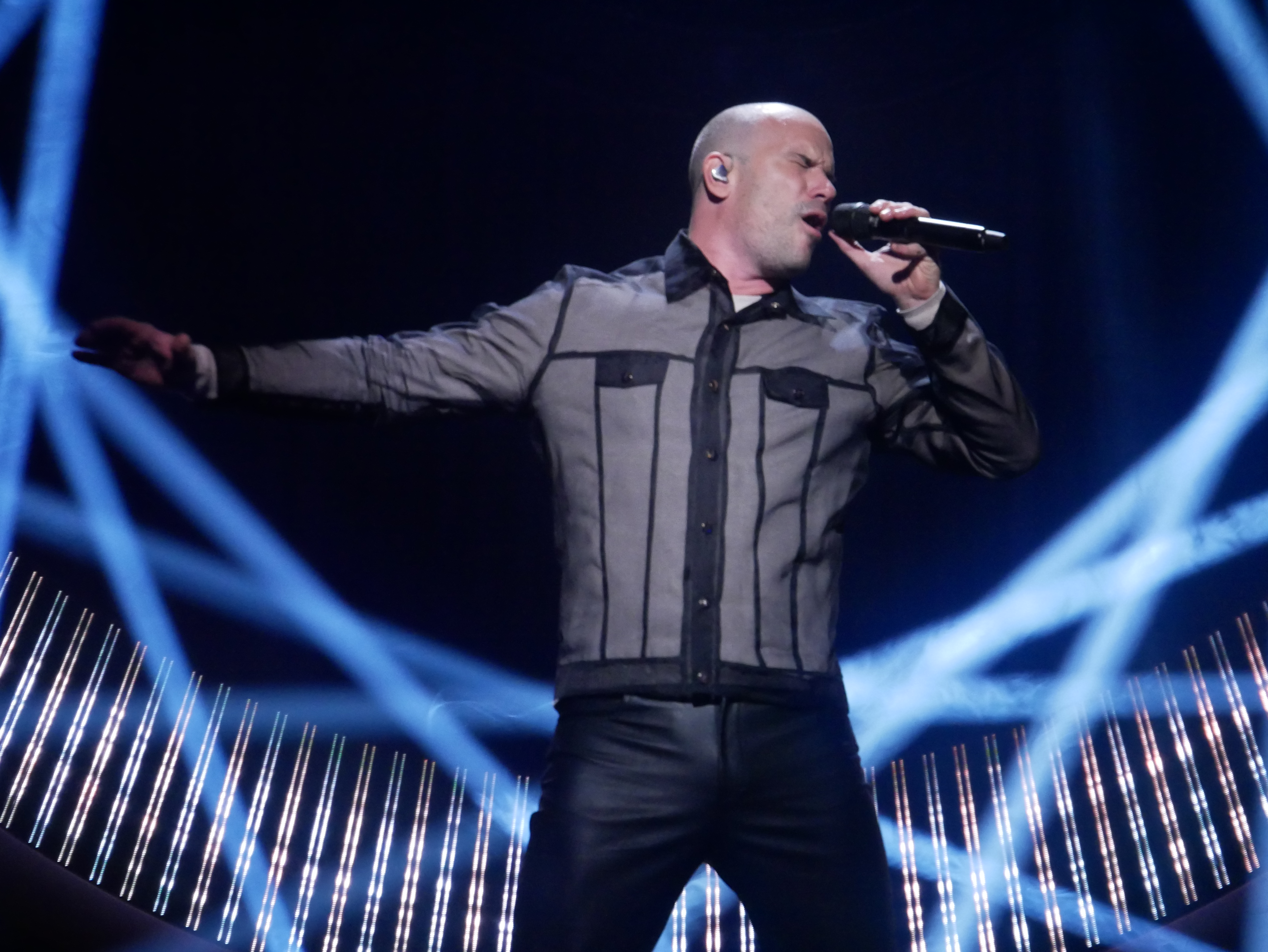
Martin Stenmarck interprétant Låt skiten brinna
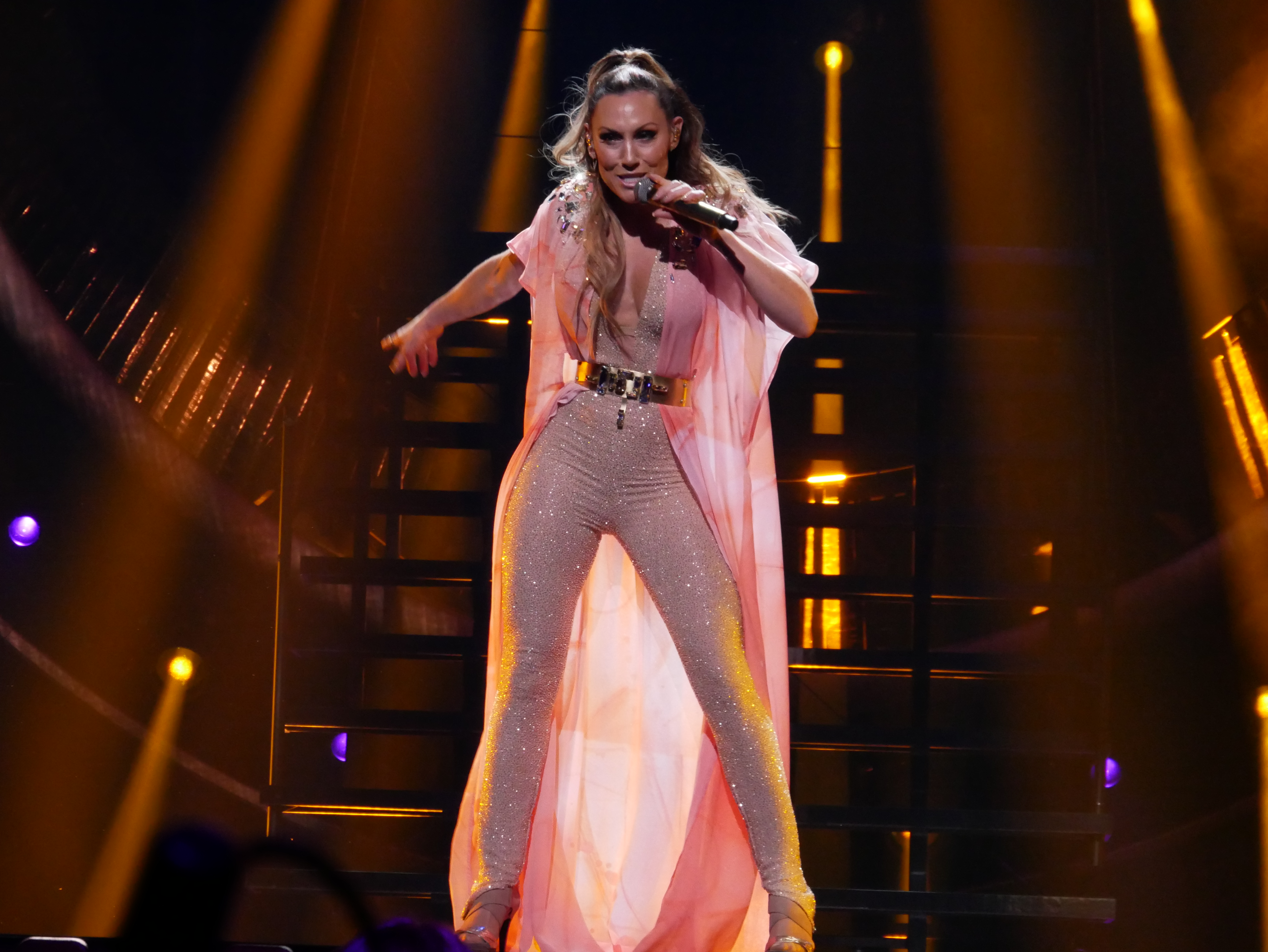
Lina Hedlund interprétant Victorious
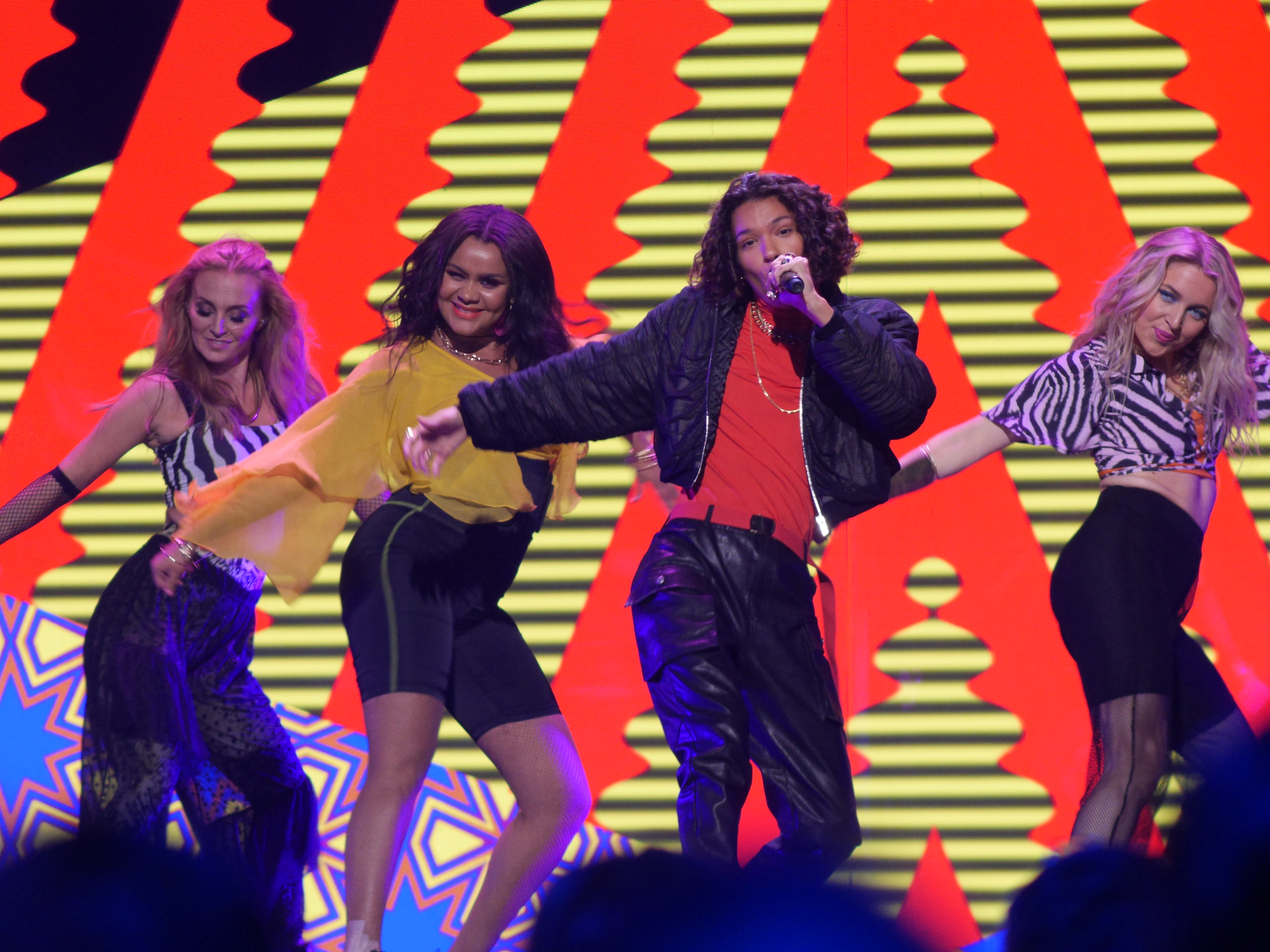
Omar Rundberg interprétant Om om och om igen
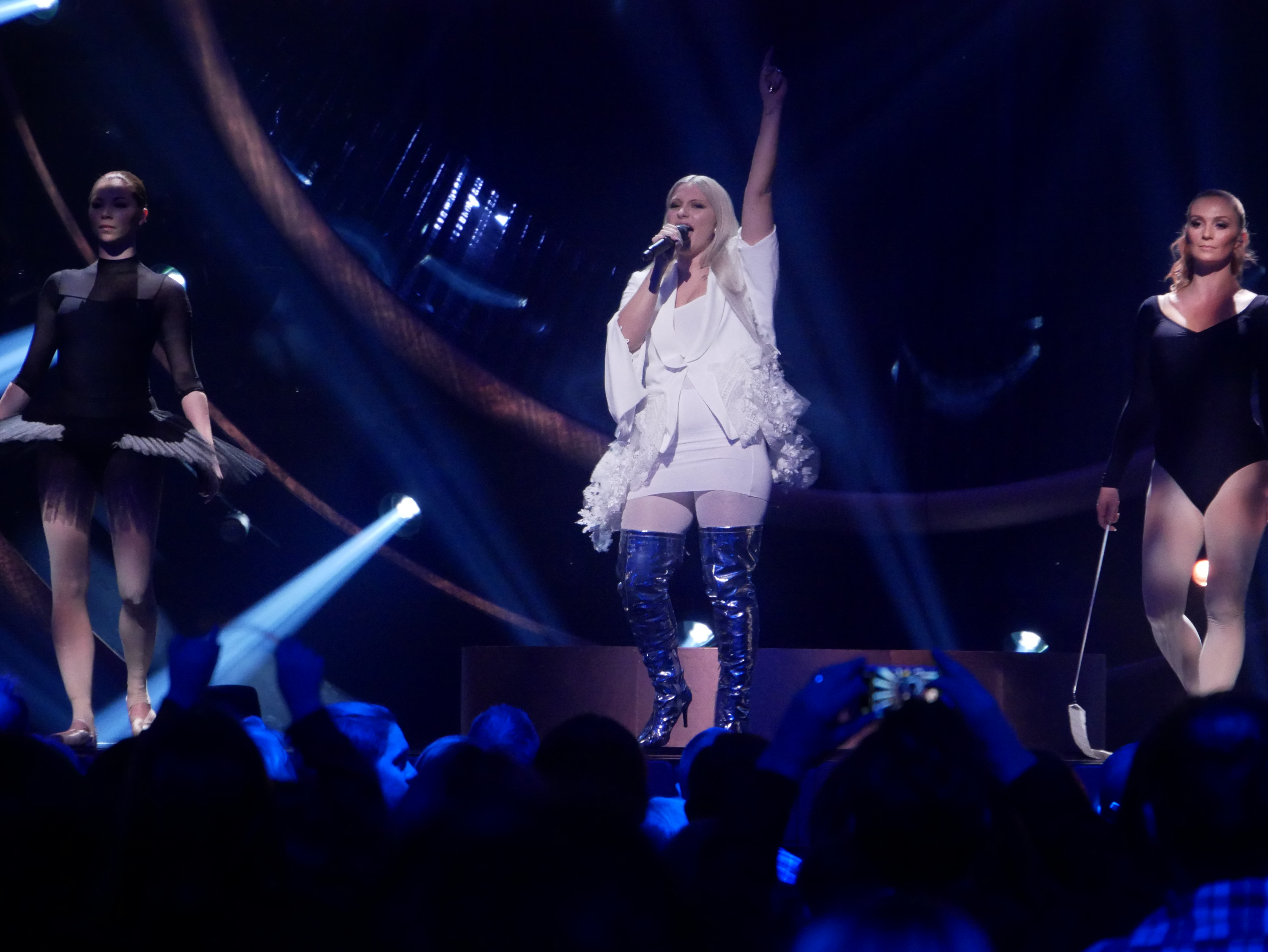
Rebecka Karlsson interprétant Who I Am
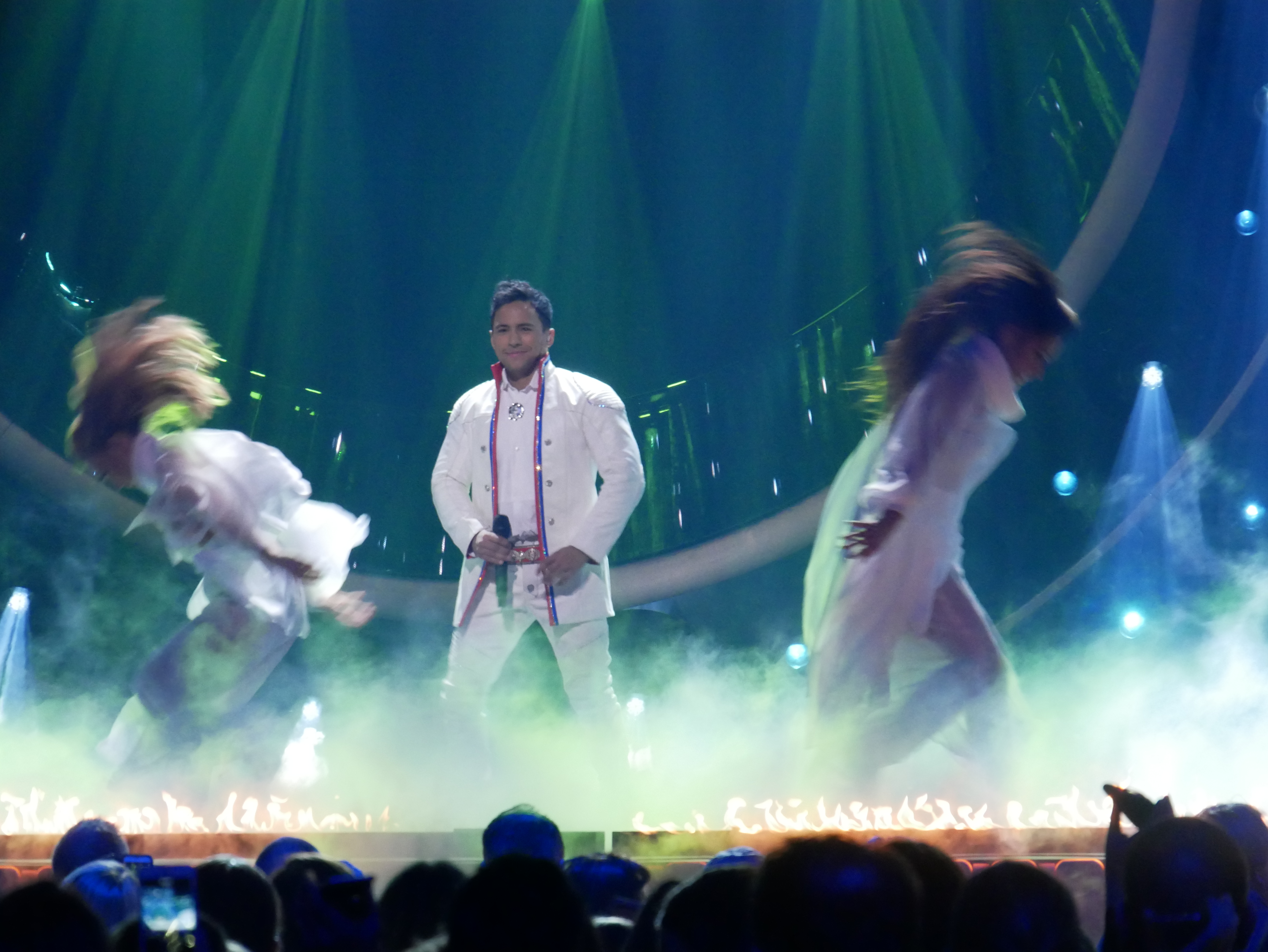
Jon Henrik Fjällgren interprétant Norrsken (Goeksegh)

### Quatrième demi-finale

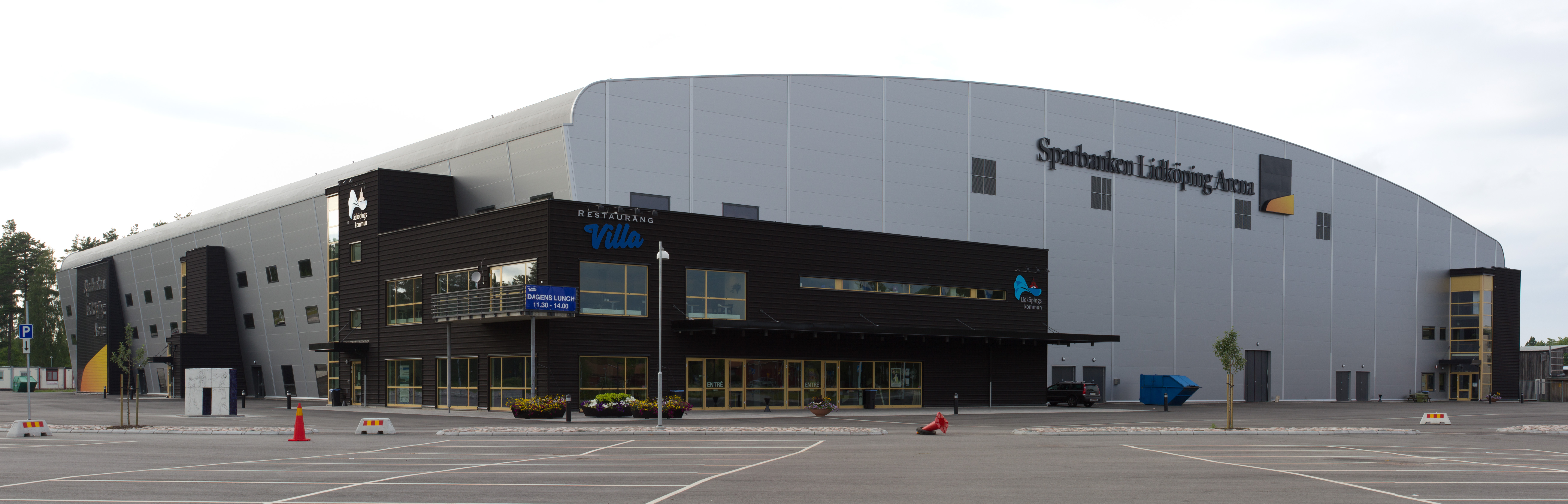
La Sparbanken Arena a accueilli la quatrième demi-finale du Melodifestivalen 2019

La quatrième et dernière demi-finale a eu lieu le 23 février 2019, dans la Sparbanken Arena, à Lidköping.
| Détail du télévote | Détail du télévote  | Détail du télévote | Détail du télévote | Détail du télévote | Détail du télévote | Détail du télévote | Détail du télévote | Détail du télévote | Détail du télévote |
| #                  | Chanson             | Groupes d'âge      | Groupes d'âge      | Groupes d'âge      | Groupes d'âge      | Groupes d'âge      | Groupes d'âge      | Groupes d'âge      | Téléphone          |
| #                  | Chanson             | 3-9                | 10-15              | 16-29              | 30-44              | 45-59              | 60-74              | 75+                | Téléphone          |
| ------------------ | ------------------- | ------------------ | ------------------ | ------------------ | ------------------ | ------------------ | ------------------ | ------------------ | ------------------ |
| 1                  | Stormbringer        | 2                  | 1                  | 1                  | 4                  | 4                  | 2                  | 2                  | 2                  |
| 2                  | Känner dig          | 6                  | 6                  | 4                  | 1                  | 1                  | 1                  | 1                  | 1                  |
| 3                  | Torn                | 10                 | 10                 | 8                  | 8                  | 6                  | 4                  | 6                  | 4                  |
| 4                  | I Do                | 4                  | 4                  | 6                  | 6                  | 8                  | 10                 | 8                  | 8                  |
| 5                  | On my Own           | 12                 | 12                 | 12                 | 10                 | 10                 | 8                  | 10                 | 10                 |
| 6                  | Kärleken finns kvar | 1                  | 2                  | 2                  | 2                  | 2                  | 6                  | 4                  | 6                  |
| 7                  | Too Late for Love   | 8                  | 8                  | 10                 | 12                 | 12                 | 12                 | 12                 | 12                 |

| # | Artiste           | Chanson (Traduction)                     | Compositeurs                                                                | Télévote  | Télévote | Place | Résultat       |
| # | Artiste           | Chanson (Traduction)                     | Compositeurs                                                                | Voix      | Points   | Place |                |
| - | ----------------- | ---------------------------------------- | --------------------------------------------------------------------------- | --------- | -------- | ----- | -------------- |
| 1 | Pagan Fury        | Stormbringer (Tempête)                   | Tobias Gustavsson, Fredrik Thomander, Anders Wikström, Mia Stegmar          | 579 502   | 18       | 7     | Eliminée       |
| 2 | Anton Hagman      | Känner dig (Sentiment)                   | Gusten Dahlqvist, Oliver Forsmark, Anton Hagman, Jakob Hjulström            | 601 113   | 21       | 6     | Eliminé        |
| 3 | Lisa Ajax         | Torn (Déchirée)                          | Lisa Ajax, Isa Molin                                                        | 1 166 263 | 56       | 3     | Seconde Chance |
| 4 | Arvingarna        | I Do (Je veux)                           | Nanne Grönvall, Mikael Karlsson, Casper Jarnebrink, Thomas ”Plec” Johansson | 895 957   | 54       | 4     | Seconde Chance |
| 5 | Bishara           | On my Own (Tout seul)                    | Markus Sepehrmanesh, Benjamin Ingrosso, Robert Habolin                      | 1 497 326 | 84       | 2     | Finaliste      |
| 6 | Ann-Louise Hanson | Kärleken finns kvar (L'amour reste)      | David Lindgren Zacharias, Josefin Glenmark-Breman, Olof ”Ollie” Olsen       | 583 995   | 25       | 5     | Eliminée       |
| 7 | John Lundvik      | Too Late for Love (Trop tard pour aimer) | John Lundvik, Anderz Wrethov, Andreas ”Stone” Johansson                     | 1 465 231 | 86       | 1     | FInaliste      |

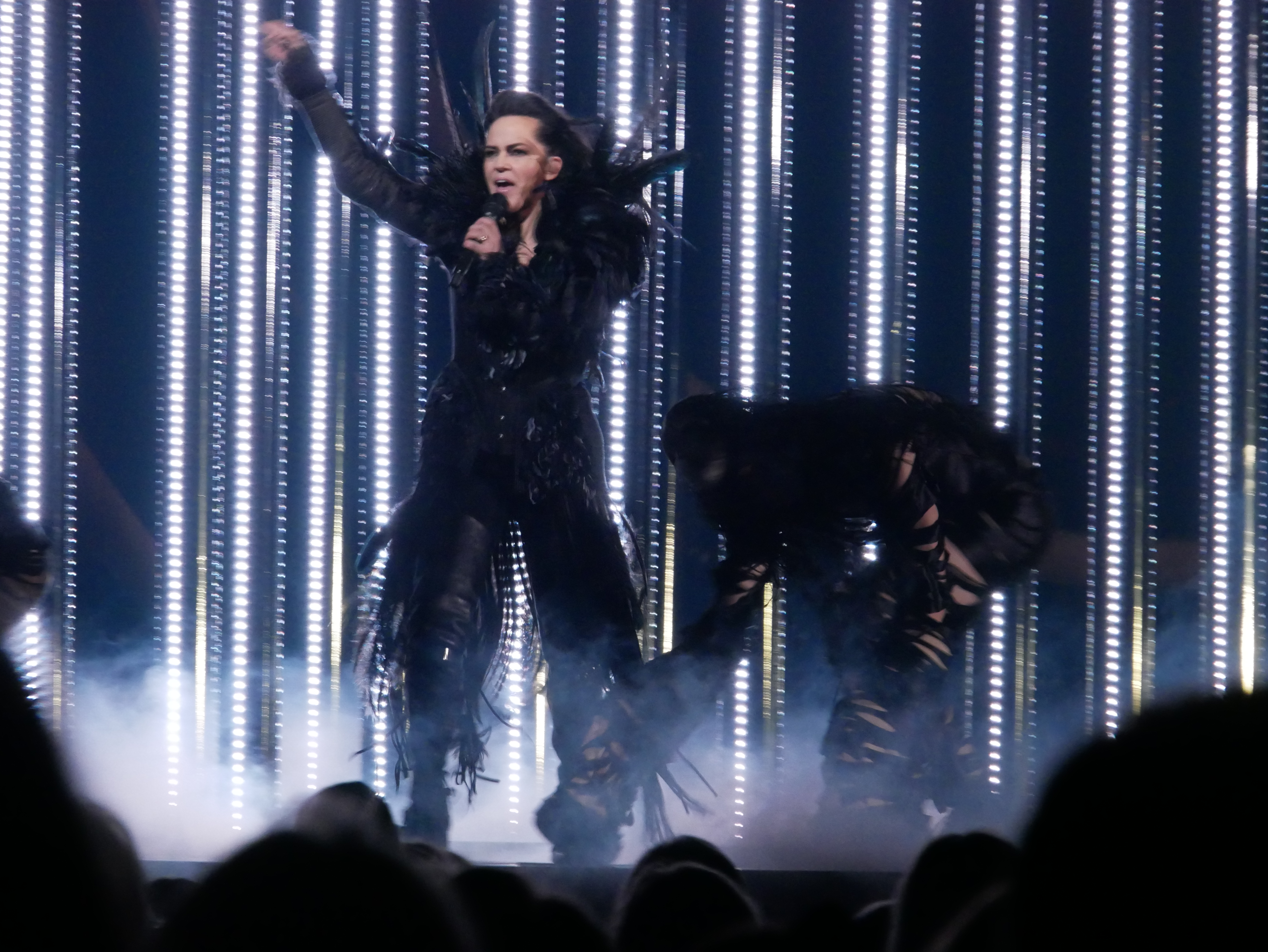
Pagan Fury interprétant Stormbringer
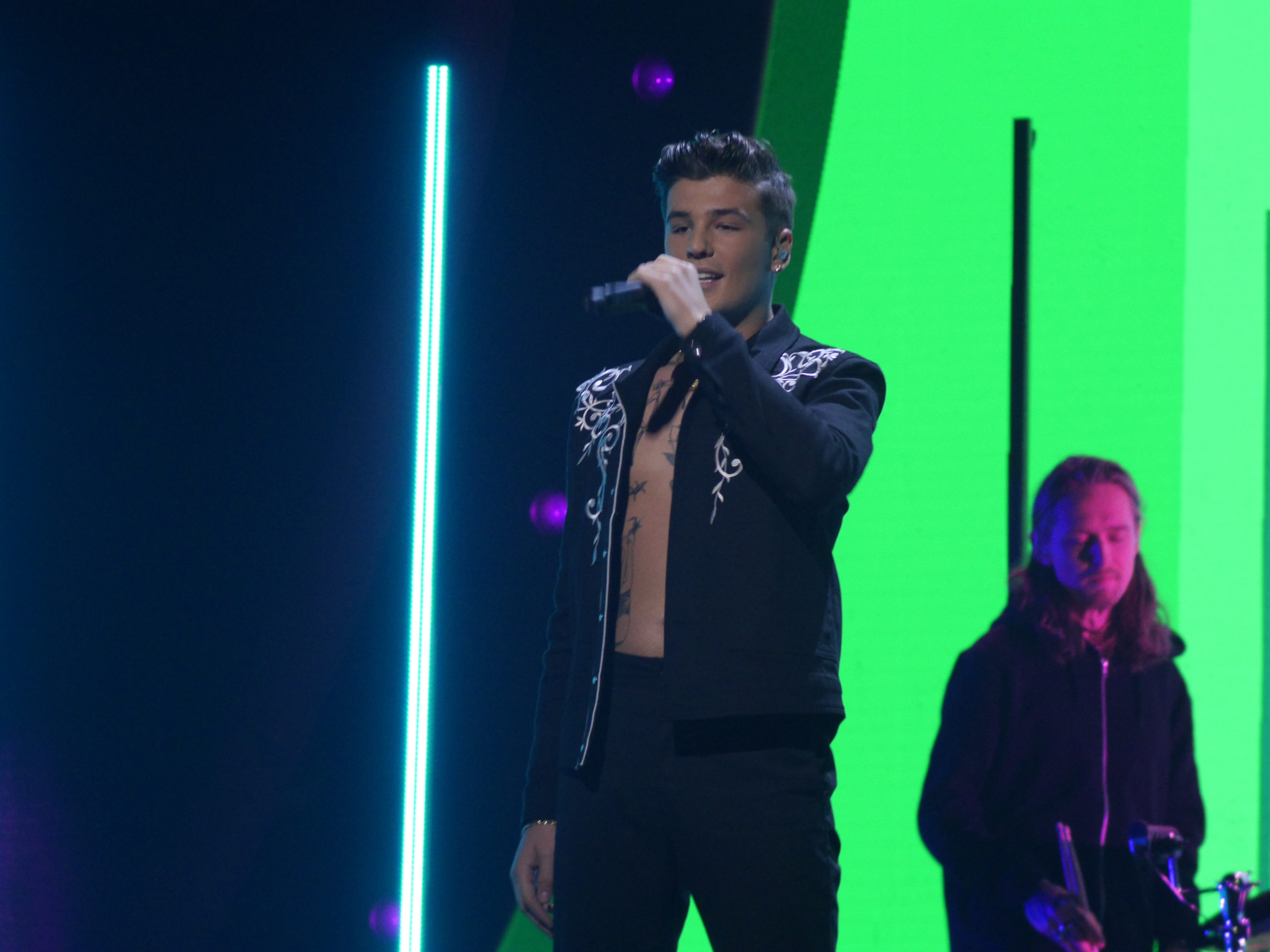
Anton Hagman interprétant Känner dig
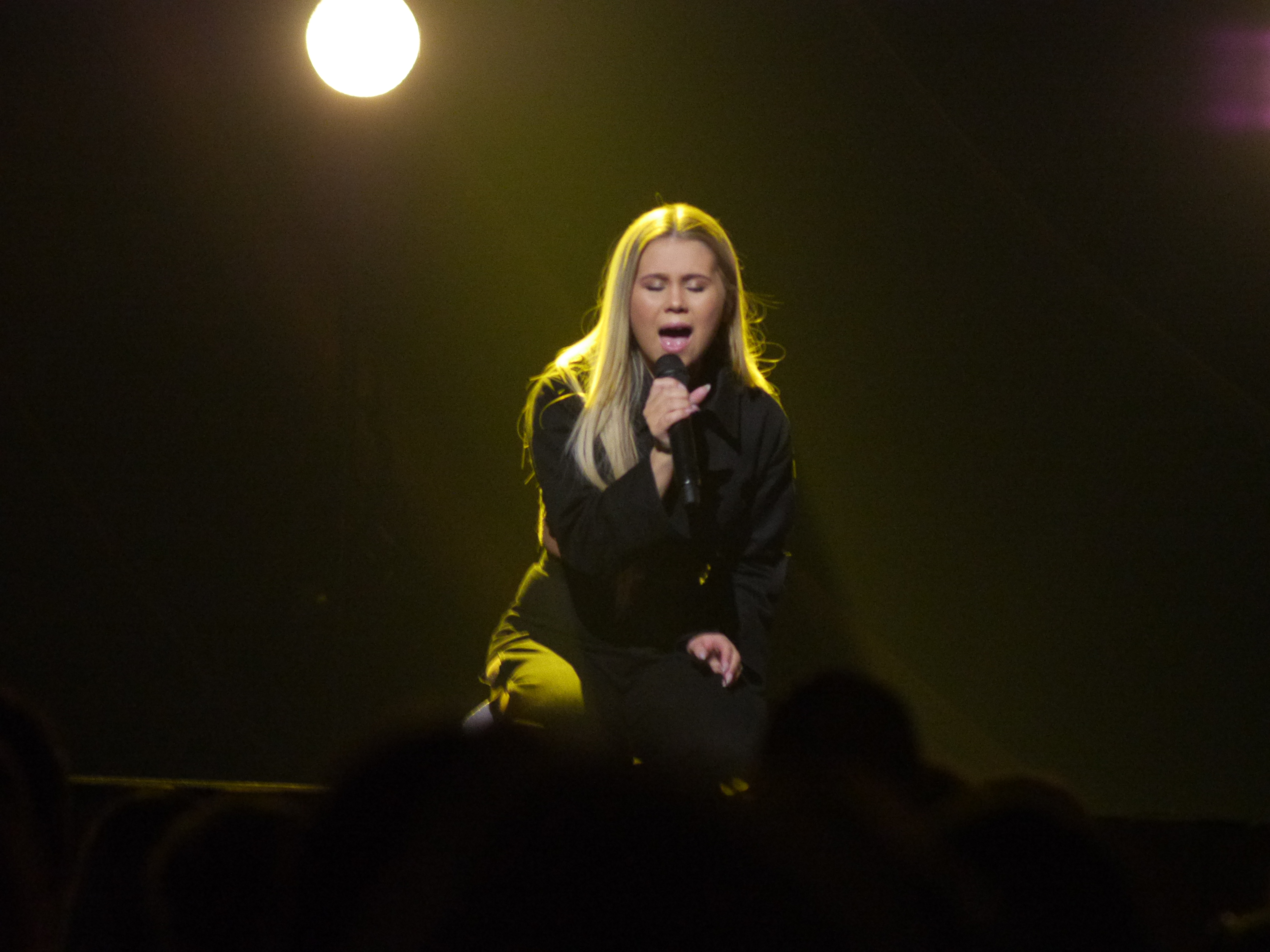
Lisa Ajax interprétant Torn
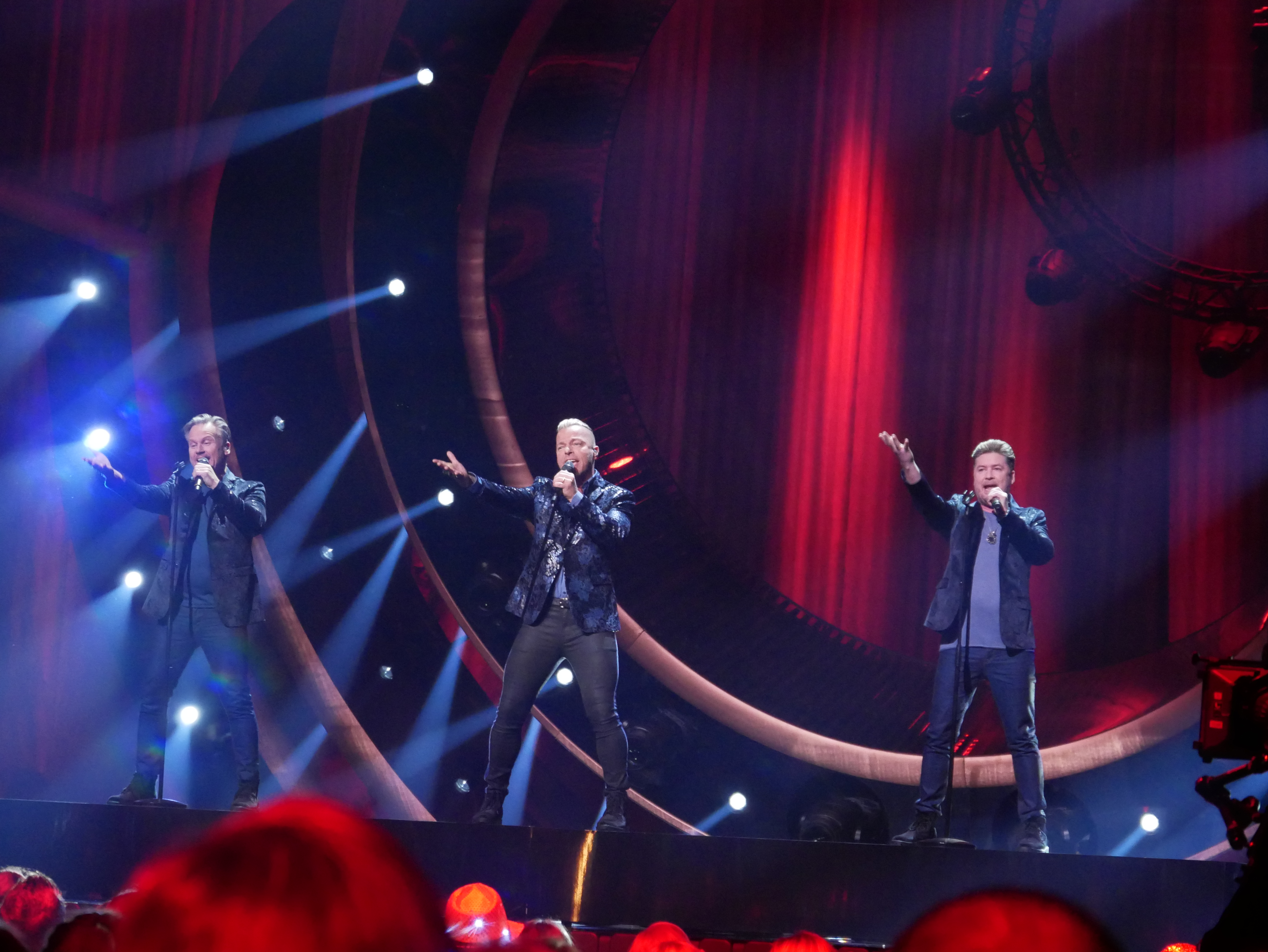
Arvingarna interprétant I Do
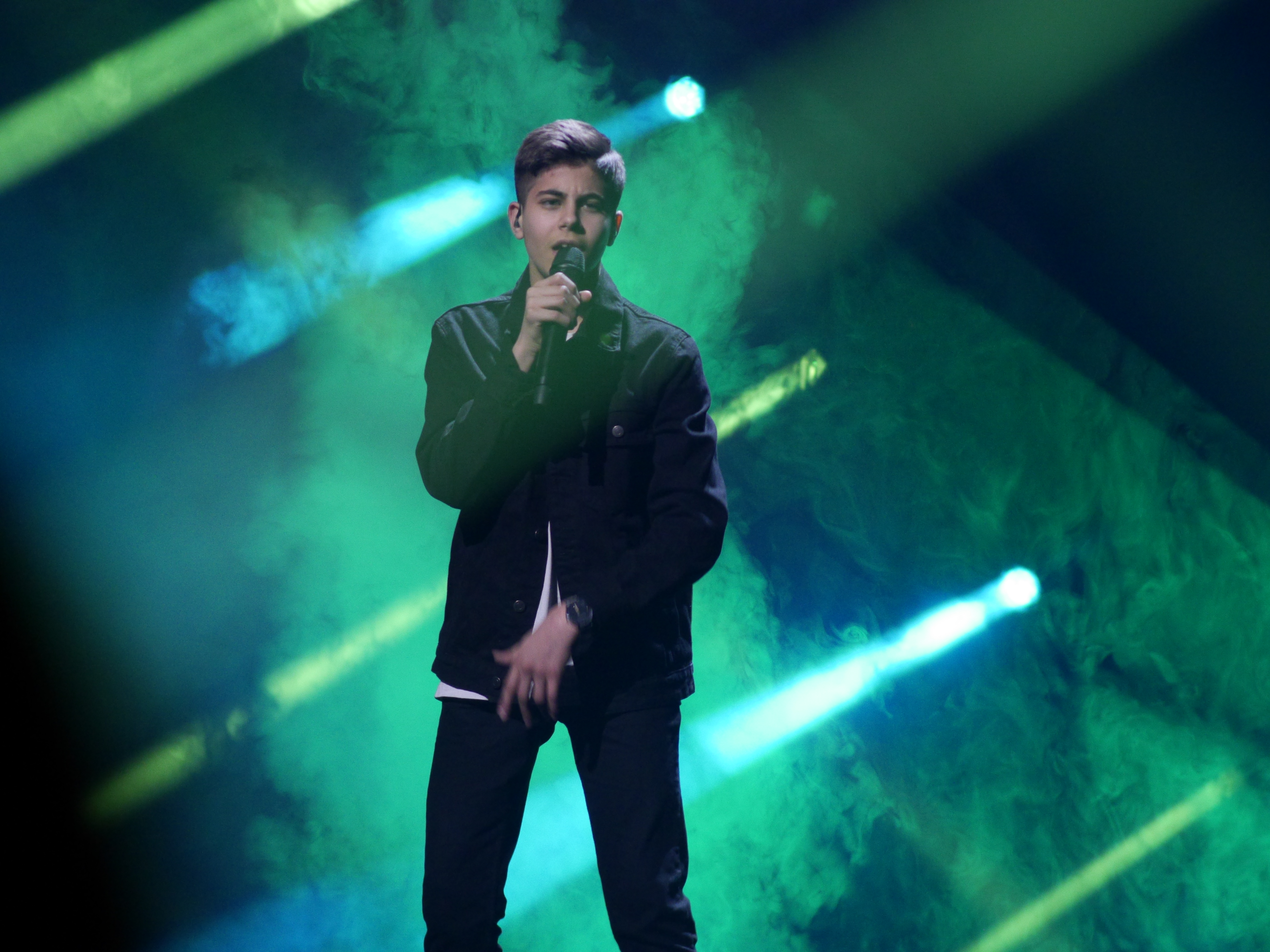
Bishara interprétant On My Own
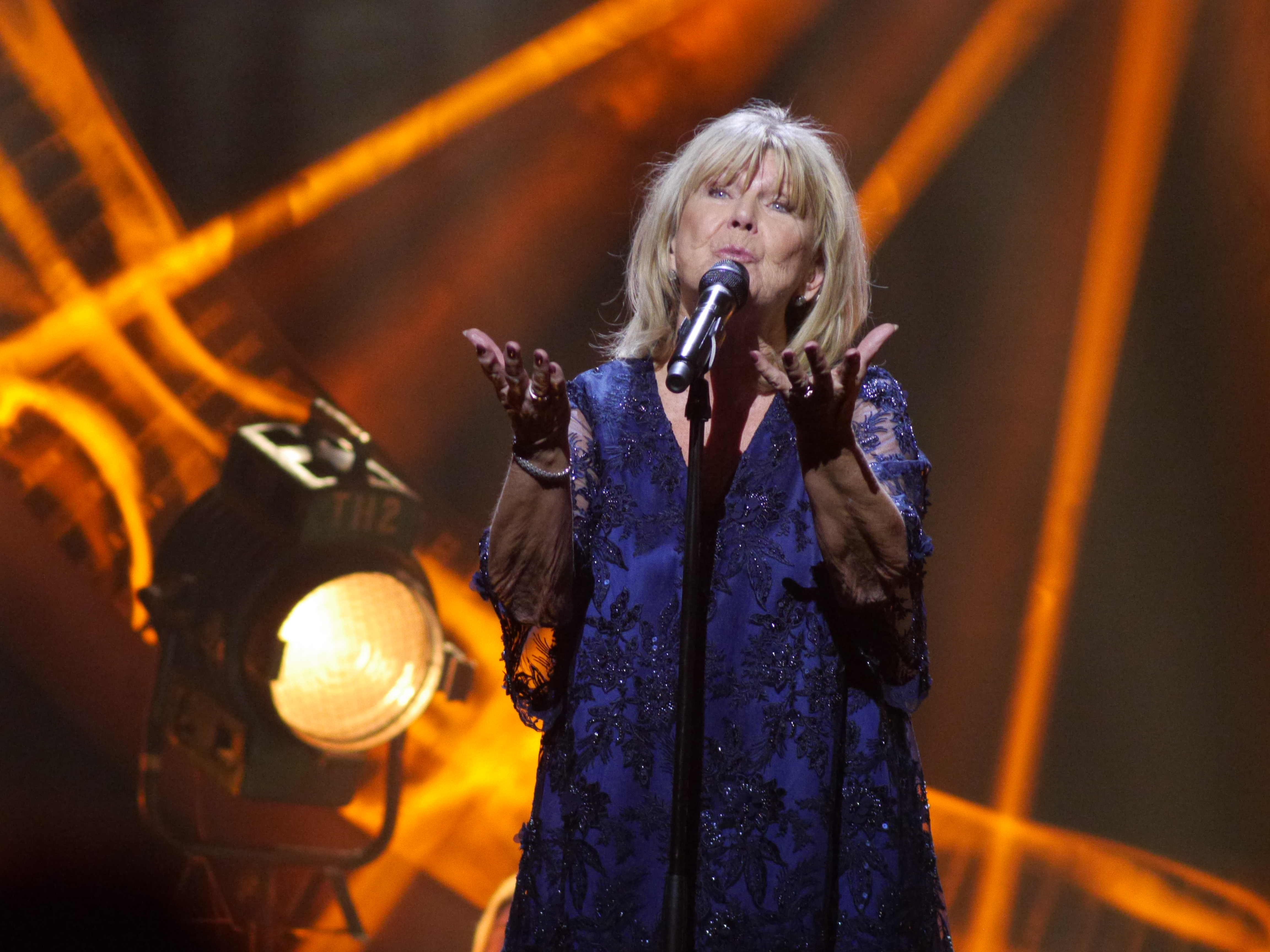
Ann-Louise Hansson interprétant Kärleken finns kvar
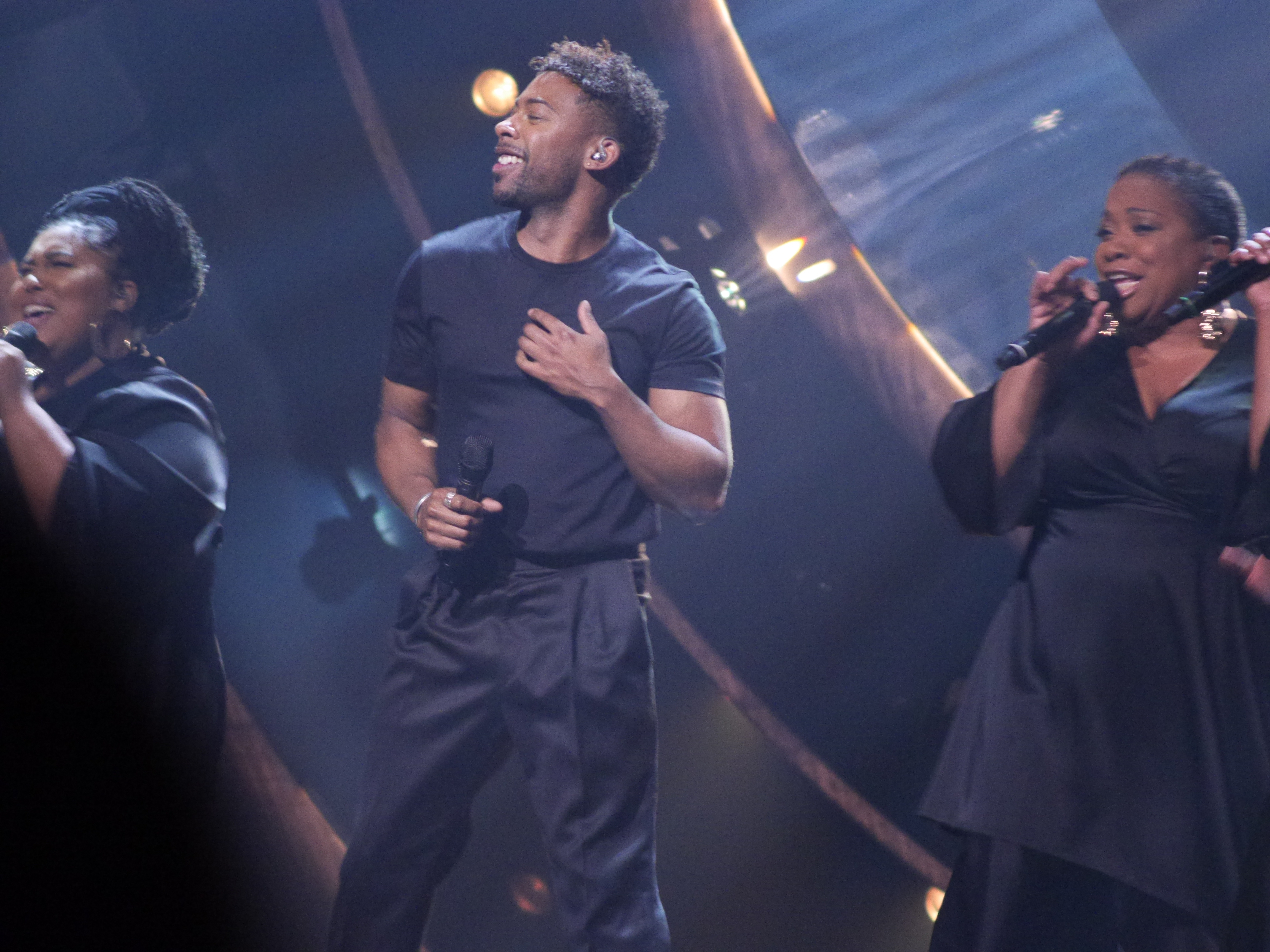
John Lundvik interprétant Too Late for Love

## Seconde Chance

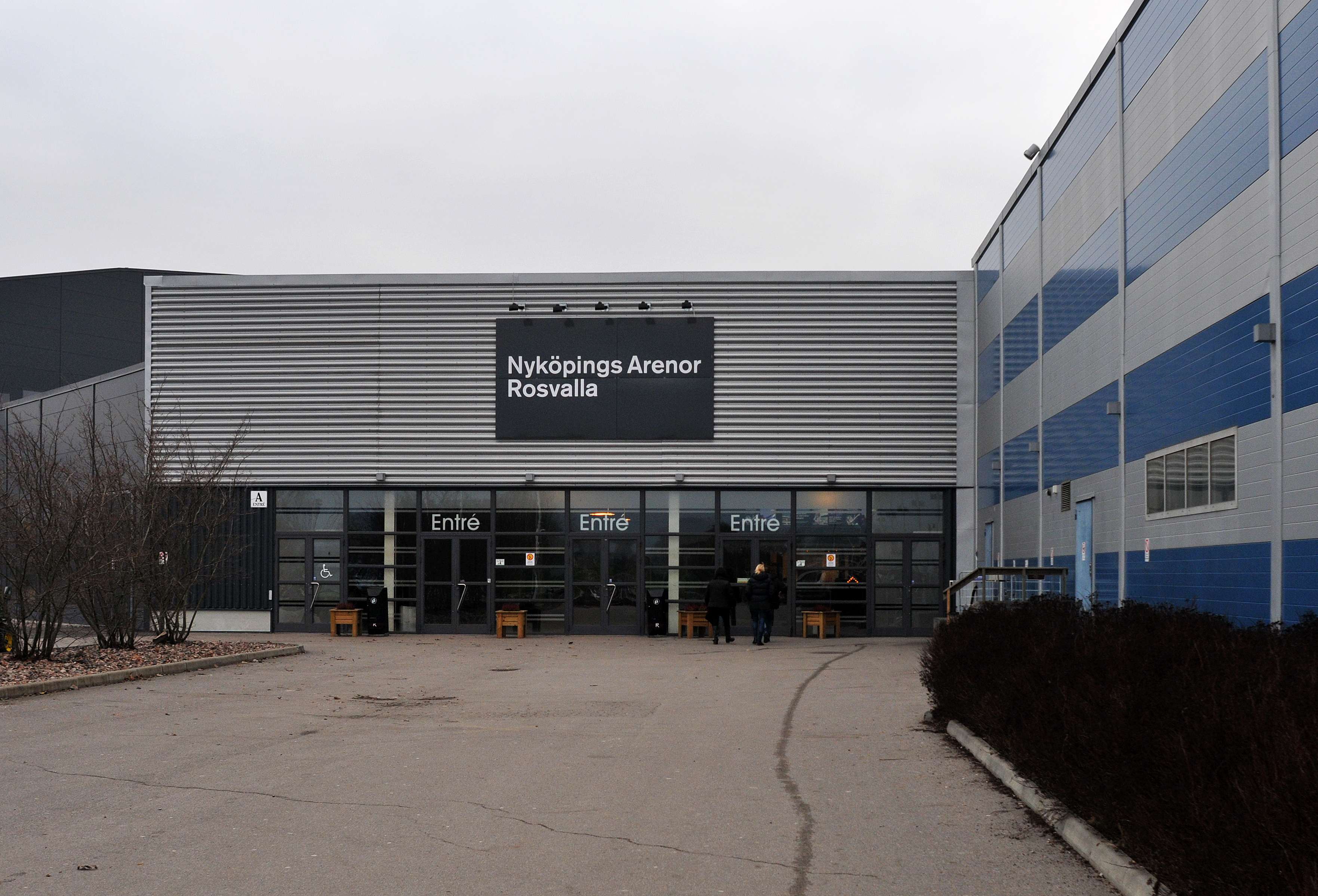
La Nyköpings Arena est le stade dans lequel se déroule l'épreuve de la Seconde Chance du Melodifestivalen 2019

La Seconde Chance (ou Andra Chansen en suédois) a eu lieu le 2 mars 2019, dans la Nyköpings Arena, à Nyköping.
Les duels ont été décidés puis annoncés après la quatrième demi-finale. 
| Détail du télévote | Détail du télévote | Détail du télévote | Détail du télévote | Détail du télévote | Détail du télévote | Détail du télévote | Détail du télévote | Détail du télévote | Détail du télévote | Détail du télévote |
| Duel               | #                  | Chanson            | Groupes d'âge      | Groupes d'âge      | Groupes d'âge      | Groupes d'âge      | Groupes d'âge      | Groupes d'âge      | Groupes d'âge      | Téléphone          |
| Duel               | #                  | Chanson            | 3-9                | 10-15              | 16-29              | 30-44              | 45-59              | 60-74              | 75+                | Téléphone          |
| ------------------ | ------------------ | ------------------ | ------------------ | ------------------ | ------------------ | ------------------ | ------------------ | ------------------ | ------------------ | ------------------ |
| I                  | 1                  | Army of Us         | 0                  | 0                  | 0                  | 0                  | 0                  | 0                  | 0                  | 0                  |
| I                  | 2                  | Ashes to Ashes     | 1                  | 1                  | 1                  | 1                  | 1                  | 1                  | 1                  | 1                  |
| II                 | 1                  | Nakna i regnet     | 1                  | 0                  | 0                  | 0                  | 0                  | 0                  | 0                  | 0                  |
| II                 | 2                  | Chasing Rivers     | 0                  | 1                  | 1                  | 1                  | 1                  | 1                  | 1                  | 1                  |
| III                | 1                  | Låt skiten brinna  | 0                  | 0                  | 0                  | 0                  | 0                  | 1                  | 0                  | 0                  |
| III                | 2                  | Torn               | 1                  | 1                  | 1                  | 1                  | 1                  | 0                  | 1                  | 1                  |
| IV                 | 1                  | Who I Am           | 1                  | 1                  | 0                  | 0                  | 0                  | 0                  | 0                  | 0                  |
| IV                 | 2                  | I Do               | 0                  | 0                  | 1                  | 1                  | 1                  | 1                  | 1                  | 1                  |

| Duel | Artiste          | Chanson           | Télévote  | Télévote | Résultat  |
| Duel | Artiste          | Chanson           | Voix      | Points   | Résultat  |
| ---- | ---------------- | ----------------- | --------- | -------- | --------- |
| I    | Andreas Johnson  | Army of Us        | 693 105   | 0        | Éliminé   |
| I    | Anna Bergendahl  | Ashes to Ashes    | 1 174 531 | 8        | Finaliste |
| II   | Vlad Reiser      | Nakna i regnet    | 713 742   | 1        | Éliminé   |
| II   | Nano             | Chasing Rivers    | 1 147 998 | 7        | Finaliste |
| III  | Martin Stenmarck | Låt skiten brinna | 671 850   | 1        | Éliminé   |
| III  | Lisa Ajax        | Torn              | 1 116 086 | 7        | Finaliste |
| IV   | Rebecka Karlsson | Who I Am          | 793 704   | 2        | Éliminée  |
| IV   | Arvingarna       | I Do              | 933 069   | 6        | Finaliste |

## Finale

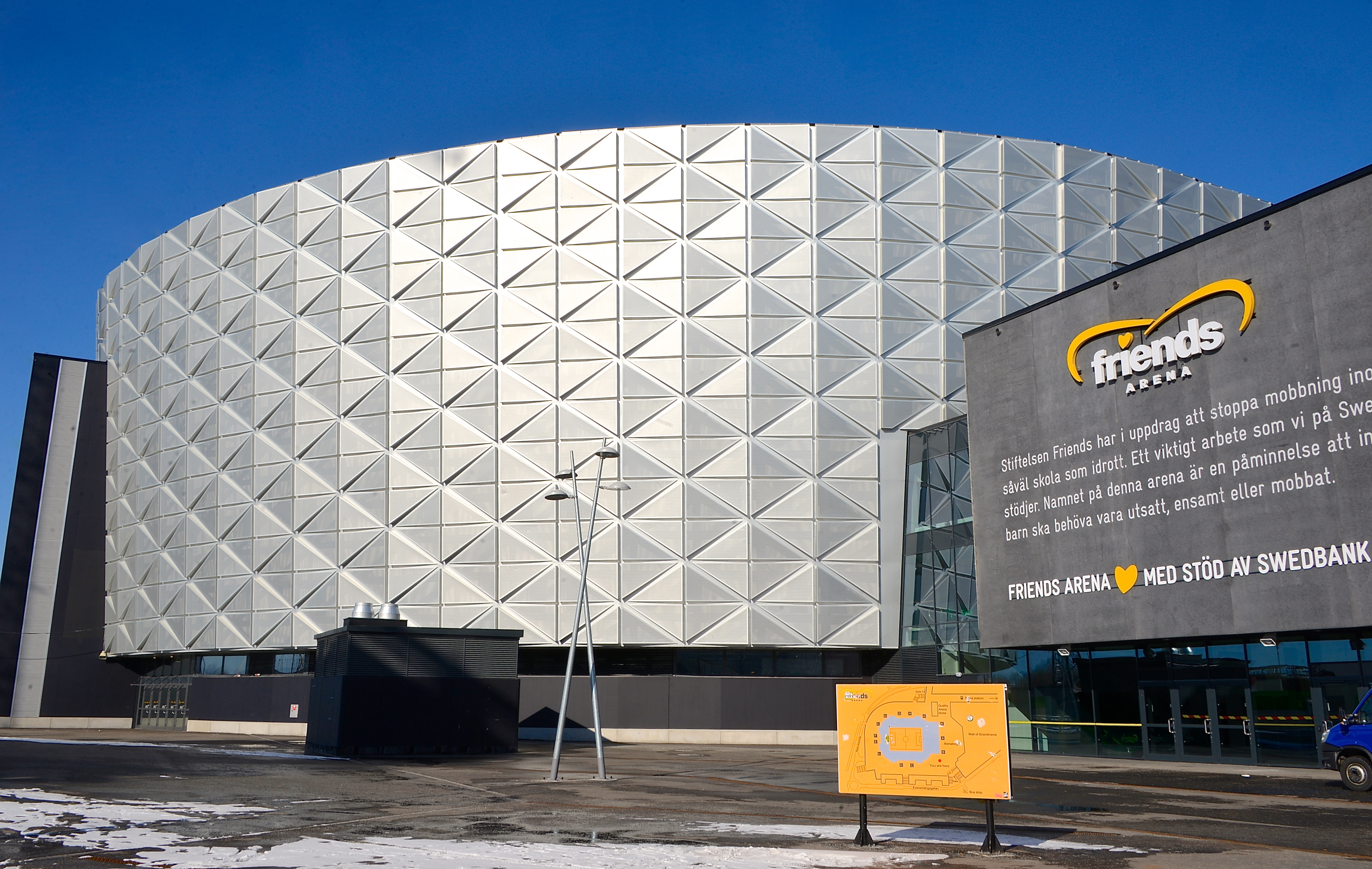
Le Friends Arena, est le stade qui accueille la finale du Melodifestivalen 2019

La finale de l'édition 2019 du Melodifestivalen a eu lieu le 9 mars 2019 à la Friends Arena dans la ville de Solna, comté de Stockholm. Les douze artistes présents dans cette finale ont été les huit artistes qui ont terminé premiers et deuxièmes de leur demi-finale et les quatre ayant été qualifiés lors de la Seconde Chance. L'ordre de passage a été dévoilé lors de la Seconde Chance.
Pour désigner le vainqueur de la finale et du concours, le système mis en place est celui du 50/50 avec 50 % des votes du jury (international) et 50 % des votes des téléspectateurs suédois.
- Premier
- Deuxième
- Troisième

| Détail du télévote | Détail du télévote | Détail du télévote | Détail du télévote | Détail du télévote | Détail du télévote | Détail du télévote | Détail du télévote | Détail du télévote | Détail du télévote | Détail du télévote |
| #                  | Chanson            | Groupes d'âge      | Groupes d'âge      | Groupes d'âge      | Groupes d'âge      | Groupes d'âge      | Groupes d'âge      | Groupes d'âge      | Téléphone          | Total              |
| #                  | Chanson            | 3-9                | 10-15              | 16-29              | 30-44              | 45-59              | 60-74              | 75+                | Téléphone          | Total              |
| ------------------ | ------------------ | ------------------ | ------------------ | ------------------ | ------------------ | ------------------ | ------------------ | ------------------ | ------------------ | ------------------ |
| 1                  | Norrsken           | 8                  | 4                  | 7                  | 6                  | 5                  | 7                  | 8                  | 10                 | 55                 |
| 2                  | Torn               | 7                  | 7                  | 4                  | 2                  | –                  | –                  | 3                  | –                  | 23                 |
| 3                  | Hello              | 10                 | 6                  | 5                  | 8                  | 3                  | 1                  | 5                  | 4                  | 42                 |
| 4                  | Victorious         | 2                  | –                  | –                  | 1                  | 2                  | 3                  | –                  | –                  | 8                  |
| 5                  | On my Own          | 12                 | 12                 | 10                 | 7                  | 7                  | 5                  | 10                 | 6                  | 69                 |
| 6                  | Ashes to Ashes     | –                  | –                  | –                  | 5                  | 10                 | 10                 | 4                  | 7                  | 36                 |
| 7                  | Chasing Rivers     | 3                  | 2                  | 1                  | –                  | 1                  | 2                  | –                  | 1                  | 10                 |
| 8                  | Hold You           | 6                  | 10                 | 8                  | 10                 | 8                  | 6                  | 6                  | 5                  | 59                 |
| 9                  | I Do Me            | 4                  | 3                  | 2                  | –                  | –                  | –                  | 1                  | 2                  | 12                 |
| 10                 | Too Late for Love  | 5                  | 8                  | 12                 | 12                 | 12                 | 12                 | 12                 | 12                 | 85                 |
| 11                 | Not With Me        | 1                  | 5                  | 6                  | 3                  | 4                  | 4                  | 2                  | 3                  | 28                 |
| 12                 | I Do               | –                  | 1                  | 3                  | 4                  | 6                  | 8                  | 7                  | 8                  | 37                 |

| Détail du vote des jurys internationaux | Détail du vote des jurys internationaux | Détail du vote des jurys internationaux | Détail du vote des jurys internationaux | Détail du vote des jurys internationaux | Détail du vote des jurys internationaux | Détail du vote des jurys internationaux | Détail du vote des jurys internationaux | Détail du vote des jurys internationaux | Détail du vote des jurys internationaux | Détail du vote des jurys internationaux |
| # | Chanson                                 | Drapeau du Portugal                     | Drapeau de l'Autriche                   | Drapeau de l'Australie                  | Drapeau de Chypre                       | Drapeau de la France                    | Drapeau de la Finlande                  | Drapeau du Royaume-Uni                  | Drapeau d’Israël                        | Total                                   |
| --- | --------------------------------------- | --------------------------------------- | --------------------------------------- | --------------------------------------- | --------------------------------------- | --------------------------------------- | --------------------------------------- | --------------------------------------- | --------------------------------------- | --------------------------------------- |
| 1 | Norrsken                                | 1                                       | –                                       | 8                                       | 1                                       | 1                                       | –                                       | 8                                       | –                                       | 19                                      |
| 2 | Torn                                    | 6                                       | 10                                      | 2                                       | 3                                       | 5                                       | 6                                       | 1                                       | 6                                       | 39                                      |
| 3 | Hello                                   | 5                                       | 2                                       | 7                                       | 7                                       | 2                                       | –                                       | 4                                       | 5                                       | 32                                      |
| 4 | Victorious                              | 3                                       | 8                                       | –                                       | 4                                       | –                                       | 4                                       | 3                                       | 10                                      | 32                                      |
| 5 | On my Own                               | 7                                       | 1                                       | 3                                       | 6                                       | 10                                      | 10                                      | –                                       | 1                                       | 38                                      |
| 6 | Ashes to Ashes                          | –                                       | –                                       | –                                       | 2                                       | –                                       | 5                                       | 6                                       | 7                                       | 20                                      |
| 7 | Chasing Rivers                          | 10                                      | 4                                       | 10                                      | 8                                       | 7                                       | 2                                       | 5                                       | 8                                       | 54                                      |
| 8 | Hold You                                | 8                                       | 6                                       | 6                                       | 5                                       | 6                                       | 7                                       | 7                                       | 3                                       | 48                                      |
| 9 | I Do Me                                 | 4                                       | 5                                       | 5                                       | –                                       | 4                                       | 1                                       | 2                                       | 2                                       | 23                                      |
| 10 | Too Late for Love                       | 12                                      | 12                                      | 12                                      | 12                                      | 12                                      | 12                                      | 12                                      | 12                                      | 96                                      |
| 11 | Not With Me                             | 2                                       | 3                                       | 1                                       | 10                                      | 8                                       | 8                                       | –                                       | 4                                       | 36                                      |
| 12 | I Do                                    | –                                       | 7                                       | 4                                       | –                                       | 3                                       | 3                                       | 10                                      | –                                       | 27                                      |
| Jurys internationaux |                                         |                                         |                                         |                                         |                                         |                                         |                                         |                                         |                                         |                                         |
| - – Carla Bugalho - – Marvin Dietmann - – Paul Clarke - – Evi Papamichael - – Bruno Berberes - – Krista Siegfrids - – Simon Proctor - – Dana International |                                         |                                         |                                         |                                         |                                         |                                         |                                         |                                         |                                         |                                         |

| #  | Chanson           | Artiste              | Jurys | Téléphone et SMS | Téléphone et SMS | Total | Place |
| #  | Chanson           | Artiste              | Jurys | Nombre           | Points           | Total | Place |
| -- | ----------------- | -------------------- | ----- | ---------------- | ---------------- | ----- | ----- |
| 1  | Norrsken          | Jon Henrik Fjällgren | 19    | 1 398 299        | 55               | 74    | 4     |
| 2  | Torn              | Lisa Ajax            | 39    | 1 164 997        | 23               | 62    | 9     |
| 3  | Hello             | Mohombi              | 32    | 1 349 171        | 42               | 74    | 5     |
| 4  | Victorious        | Lina Hedlund         | 32    | 883 187          | 8                | 40    | 11    |
| 5  | On my Own         | Bishara              | 38    | 1 719 337        | 69               | 107   | 2     |
| 6  | Ashes to Ashes    | Anna Bergendahl      | 20    | 1 143 408        | 36               | 56    | 10    |
| 7  | Chasing Rivers    | Nano                 | 54    | 951 266          | 10               | 64    | 8     |
| 8  | Hold You          | Hanna Ferm & LIAMOO  | 48    | 1 592 988        | 59               | 107   | 3     |
| 9  | I Do Me           | Malou Prytz          | 23    | 1 010 600        | 12               | 35    | 12    |
| 10 | Too Late for Love | John Lundvik         | 96    | 2 211 811        | 85               | 181   | 1     |
| 11 | Not With Me       | Wiktoria             | 36    | 1 173 276        | 28               | 64    | 6     |
| 12 | I Do              | Arvingarna           | 27    | 1 159 367        | 37               | 64    | 7     |

## À l'Eurovision
La Suède participe à la deuxième demi-finale du Concours Eurovision de la chanson 2019, le 16 mai 2019. Elle s'y classe 3e avec 238 points, se qualifiant ainsi pour la finale. Lors de celle-ci, le pays termine 5e avec 334 points.